# Powiat kłodzki
Powiat kłodzki – powiat w południowo-zachodniej Polsce, w paśmie Sudetów Środkowych i Wschodnich, w południowej części województwa dolnośląskiego. Jego siedzibą jest miasto Kłodzko. Ma on kształt zbliżony do czworokąta, wcinającego się w obszar Czech.
Powiat kłodzki pokrywa się z terytorium historycznego hrabstwa kłodzkiego (1459–1816) i jest również nazywany ziemią kłodzką.

## Podział administracyjny
Powiat kłodzki powstał 1 stycznia 1999 roku wskutek reformy administracyjnej, której jednym z aspektów było wprowadzenie powiatów jako drugiego szczebla administracji, pomiędzy województwami i gminami.
Został stworzony z części znoszonego województwa wałbrzyskiego. Terytorium powiatu zostało określone w kształcie radykalnie zwiększonym w stosunku do tego, jaki posiadał on przed swoją likwidacją w 1975 roku. W 1999 objął on obszar, jaki wówczas zajmowały powiaty kłodzki, bystrzycki oraz noworudzki (łącznie z terenem gmin Bożków, Domaszków, Ścinawka Średnia i Żelazno, zniesionych w 1976 roku i włączonych do ościennych gmin).
W skład powiatu wchodzi 14 gmin: 5 miejskich, 6 miejsko-wiejskich oraz 4 wiejskie. Na jego terenie położone jest 11 miast: Bystrzyca Kłodzka, Duszniki-Zdrój, Kłodzko, Kudowa-Zdrój, Lądek-Zdrój, Międzylesie, Nowa Ruda, Polanica-Zdrój, Radków, Stronie Śląskie oraz Szczytna.
| Gmina   | Gmina           | Gmina | Gmina             | Pow. (2025) | Ludność (2024) | Siedziba          |
| TERYT   | Typ             | Nazwa | Nazwa             | Pow. (2025) | Ludność (2024) | Siedziba          |
| ------- | --------------- | ----- | ----------------- | ----------- | -------------- | ----------------- |
| 0208011 | miejska         |       | Duszniki-Zdrój    | 22,28       | 3907           | –                 |
| 0208021 | miejska         |       | Kłodzko           | 24,84       | 24 503         | –                 |
| 0208031 | miejska         |       | Kudowa-Zdrój      | 33,90       | 9145           | –                 |
| 0208041 | miejska         |       | Nowa Ruda         | 37,05       | 20 100         | –                 |
| 0208051 | miejska         |       | Polanica-Zdrój    | 17,22       | 5800           | –                 |
| 0208063 | miejsko-wiejska |       | Bystrzyca Kłodzka | 338,54      | 17 074         | Bystrzyca Kłodzka |
| 0208072 | wiejska         |       | Kłodzko           | 253,24      | 16 369         | Kłodzko           |
| 0208083 | miejsko-wiejska |       | Lądek-Zdrój       | 117,28      | 7379           | Lądek-Zdrój       |
| 0208092 | wiejska         |       | Lewin Kłodzki     | 52,14       | 1947           | Lewin Kłodzki     |
| 0208103 | miejsko-wiejska |       | Międzylesie       | 188,75      | 6695           | Międzylesie       |
| 0208112 | wiejska         |       | Nowa Ruda         | 139,76      | 10 479         | Nowa Ruda         |
| 0208123 | miejsko-wiejska |       | Radków            | 139,96      | 8330           | Radków            |
| 0208133 | miejsko-wiejska |       | Stronie Śląskie   | 146,07      | 6702           | Stronie Śląskie   |
| 0208143 | miejsko-wiejska |       | Szczytna          | 132,37      | 6813           | Szczytna          |

Stworzenie w 1999 roku powiatu kłodzkiego z obszaru trzech „starych” powiatów spotkało się ze sprzeciwem samorządów, wchodzących w ich skład przed 1975 rokiem. W marcu 2000 roku za pośrednictwem wojewody dolnośląskiego do MSWiA wpłynęły wnioski:
- samorządów Bystrzycy Kłodzkiej, Międzylesia i Stronia Śląskiego w sprawie odtworzenia powiatu bystrzyckiego,
- samorządów miasta i gminy Nowa Ruda oraz Radkowa w sprawie odtworzenia powiatu noworudzkiego.

W obu przypadkach powoływano się na specyfikę ukształtowania terenu oraz odrębność obszarów, które miałyby wejść w skład nowych powiatów. Oba wnioski zostały odrzucone z powodu ich słabości i małego potencjału, a także małej liczby gmin mających wejść w ich skład.

## Geografia

### Położenie geograficzne
Powiat kłodzki znajduje się w południowo-zachodniej części Polski, w obrębie łańcucha Sudetów.
Szczytami gór po południowej, zachodniej i wschodniej granicy powiatu przebiega granica z Czechami o długości 192 km; od zachodu graniczy on z krajem hradeckim, od południa z pardubickim, a od wschodu z ołomunieckim.
Od północy z powiatem graniczą powiaty dzierżoniowski, wałbrzyski oraz ząbkowicki.

### Warunki naturalne

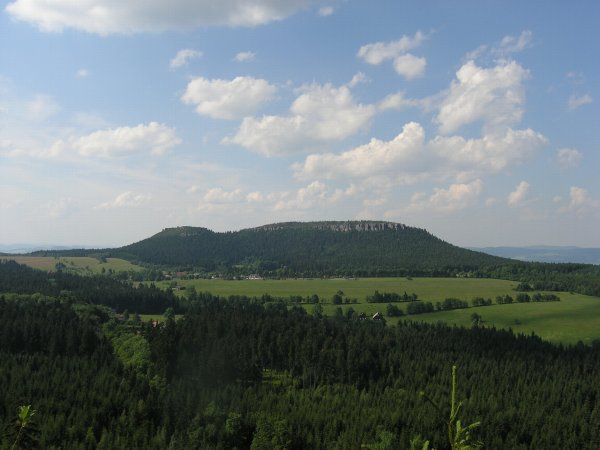
Szczeliniec Wielki

Powiat kłodzki otoczony jest górami stanowiącymi jego naturalną granicę. Cały obszar powiatu jest bardzo silnie zróżnicowany pod względem fizjogeograficznym. Jego zachodnią część stanowią Sudety Środkowe, a wschodnią Sudety Wschodnie. Część środkową zajmuje Kotlina Kłodzka. Od północy ograniczają ją Góry Bardzkie, od zachodu Góry Stołowe, a od wschodu Góry Złote i Masyw Śnieżnika z Krowiarkami, należące już do Sudetów Wschodnich.
Na południu przedłużeniem Kotliny Kłodzkiej jest Rów Górnej Nysy, ograniczony od zachodu przez Góry Bystrzyckie i Góry Orlickie, a od wschodu przez Masyw Śnieżnika.
Ku północnemu wschodowi Kotlina Kłodzka przechodzi w Obniżenie Ścinawki, ograniczone od północy przez Góry Suche, Wzgórza Włodzickie i Góry Sowie.

### Pokrycie terenu
Powiat kłodzki według danych z 2025 roku zajmował powierzchnię 1643,40 km², co stanowiło 8,2% powierzchni województwa dolnośląskiego. Jest największym powiatem w województwie; pod względem powierzchni zajął 25. lokatę wśród 314 powiatów Polski. Największą część powierzchni powiatu w 2024 roku zajmowały grunty rolne (49,1%) oraz leśne (44,2%). Zabudowanych i zurbanizowanych było 5,7% terenów, zaś pod wodami znajdowało się ich 0,5%.
|  |

### Budowa geologiczna

Mapa ukształtowania powierzchni powiatu kłodzkiego, wraz z warstwicami

Pod względem geologicznym przedstawiają strukturę nieckowatą, której oś przebito wzdłuż linii północny zachód – południowy wschód. Obrzeżenie niecki śródsudeckiej tworzą prekambryjskie, metamorficzne bloki starszych górotworów (Góry Sowie, Góry Orlickie oraz Góry Bystrzyckie). Nieckę wypełniają osady górnopaleozoiczne, przecięte żyłowymi intruzjami magmy i warstwami, które nadbudowują piaskowce trzeciorzędowe. Cały masyw przecinają trzeciorzędowe dyslokacje, dzieląc go na szereg masywów górskich.

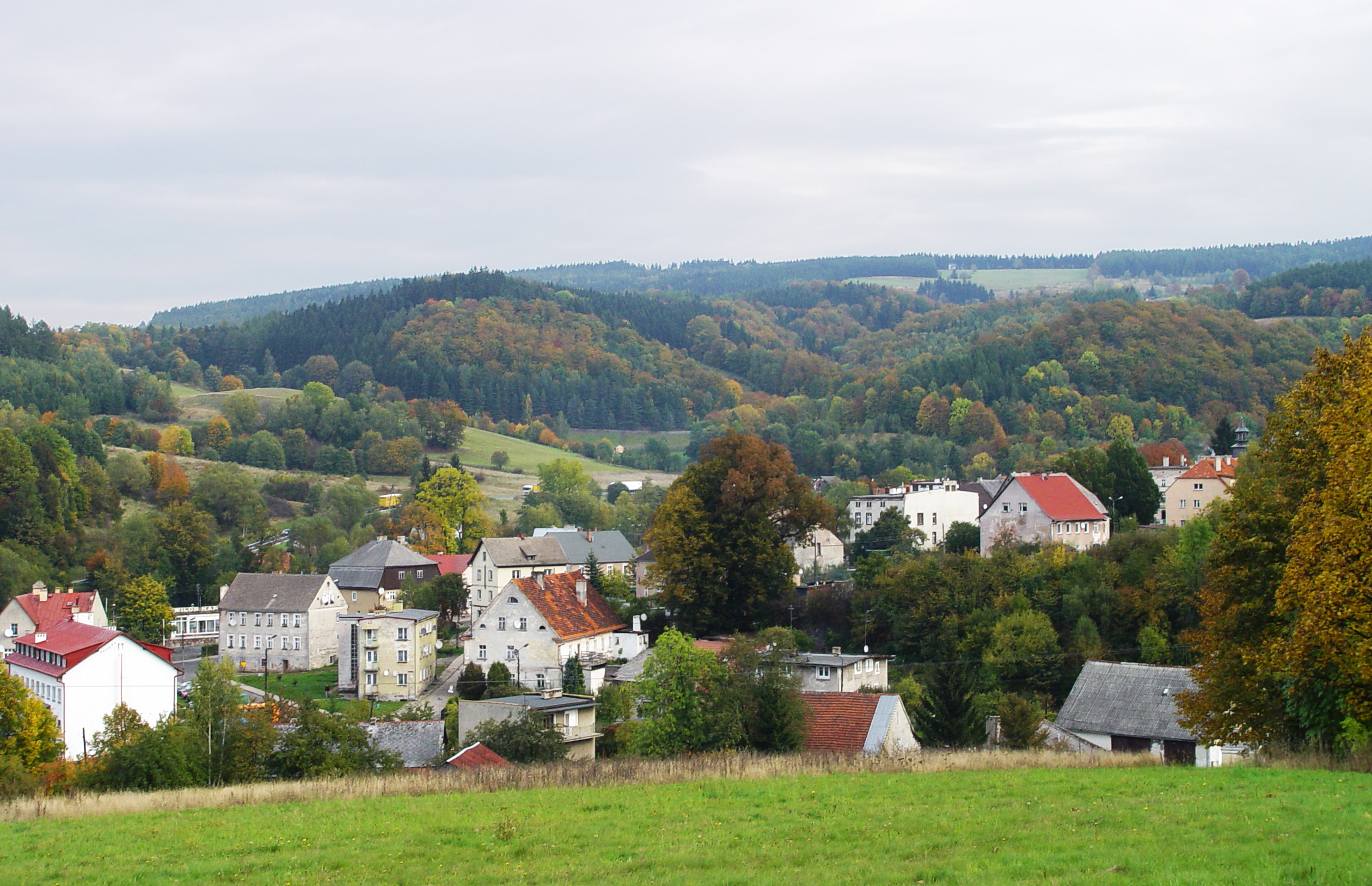
Wzgórza Lewińskie

Jednym z najciekawszych mezoregionów Sudetów Środkowych są Góry Stołowe, które są jedynym w kraju obszarem o budowie płytowej. Budują go ławice piaskowców, leżące płasko na marglach górnokredowych, w strefie osiowej niecki śródsudeckiej. Masyw Gór Stołowych opada wysokimi, skalistymi progami (300 m) w stronę sąsiednich obniżeń. Kulminację Gór Stołowych stanowią bastiony skalne zbudowane z najodporniejszych piaskowców ciosowych, a przykładem jest Wielki i Mały Szczeliniec (919 m n.p.m.). Sieć spękań, różnice w odporności na wietrzenie pomiędzy poszczególnymi poziomami oraz silna przepuszczalność piaskowców były czynnikami warunkującymi powstanie całego zespołu ostańcowych form rzeźby: kolumn, grzybów i maczug, tworzących malownicze labirynty.
Od południa do Gór Stołowych przylegają metamorficzne i granitowe Góry Orlickie, tworzące słabo rozczłonkowany wał górski z poziomem wierzchowinowym na wysokości ok. 1000 m n.p.m., ponad którym wyrastają kopulaste kulminacje szczytów. Na zachód od nich znajduje się Pogórze Orlickie, obejmujące zbudowane z granitu, skał paleozoicznych i kredowych wzgórza (Grodczyn 803 m n.p.m.). Na wschodzie rozciągają się Góry Bystrzyckie, z najwyższym szczytem – Jagodną (978 m n.p.m.), mające postać stoliwa rozciętego siecią rzadkich dolin równoległych do głównego grzbietu. W części północnej zbudowane są z kredowych, grubych piaskowców ciosowych i margli, zalegających płasko na cokole kambryjskich gnejsów i łupków mikowych.

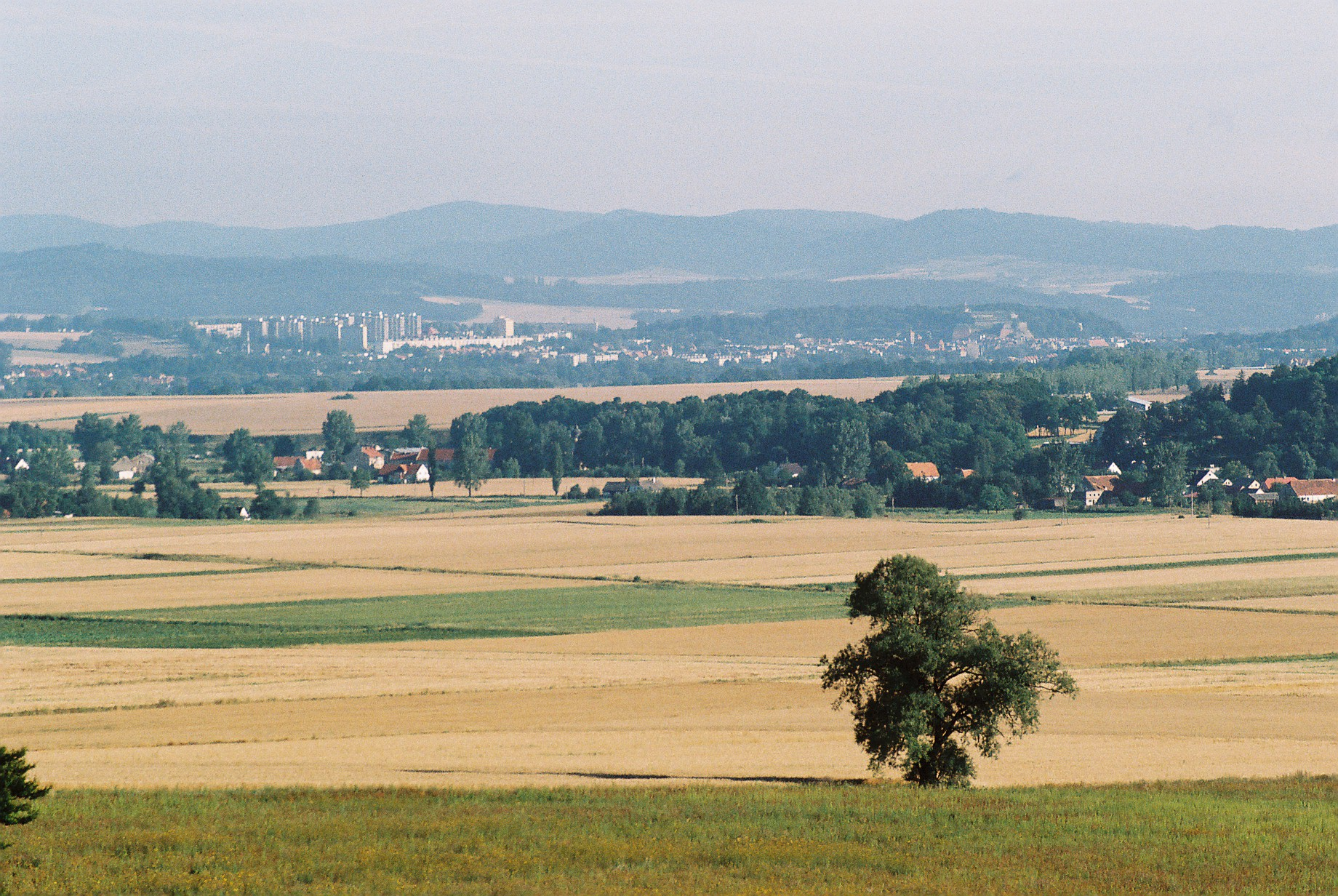
Kotlina Kłodzka widziana spod Wapniarki w Żelaźnie

Południowa część powiatu, pozbawiona pokrywy mezozoicznej, ma trochę odmienny charakter rzeźby. Ku wschodowi Góry Bystrzyckie opadają ku rozległej, tektonicznie uwarunkowanej Kotlinie Kłodzkiej, która jest śródgórskim obniżeniem, oddzielającym Sudety Środkowe od Wschodnich. Jej dno budują paleozoiczne łupki metamorficzne, szarogłazy, amfibolity i sjenity. W części południowej, w obrębie tektonicznego Rowu Górnej Nysy, występują osady górnokredowe. Kotlina Kłodzka jest lekko falistą równiną, rozcinającą wymienione skały podłoża na wysokości 350–450 m n.p.m. Na powierzchni, w części północnej leżą grube pokrywy osadów lodowcowych z domieszką lessów. Ku południowi osady te przechodzą w pokrywy deluwialne. Miejscami na powierzchni sterczą twardzielce ostańców. Wzdłuż większych rzek i potoków ciągną się dobrze rozwinięte plejstoceńskie terasy żwirowe.

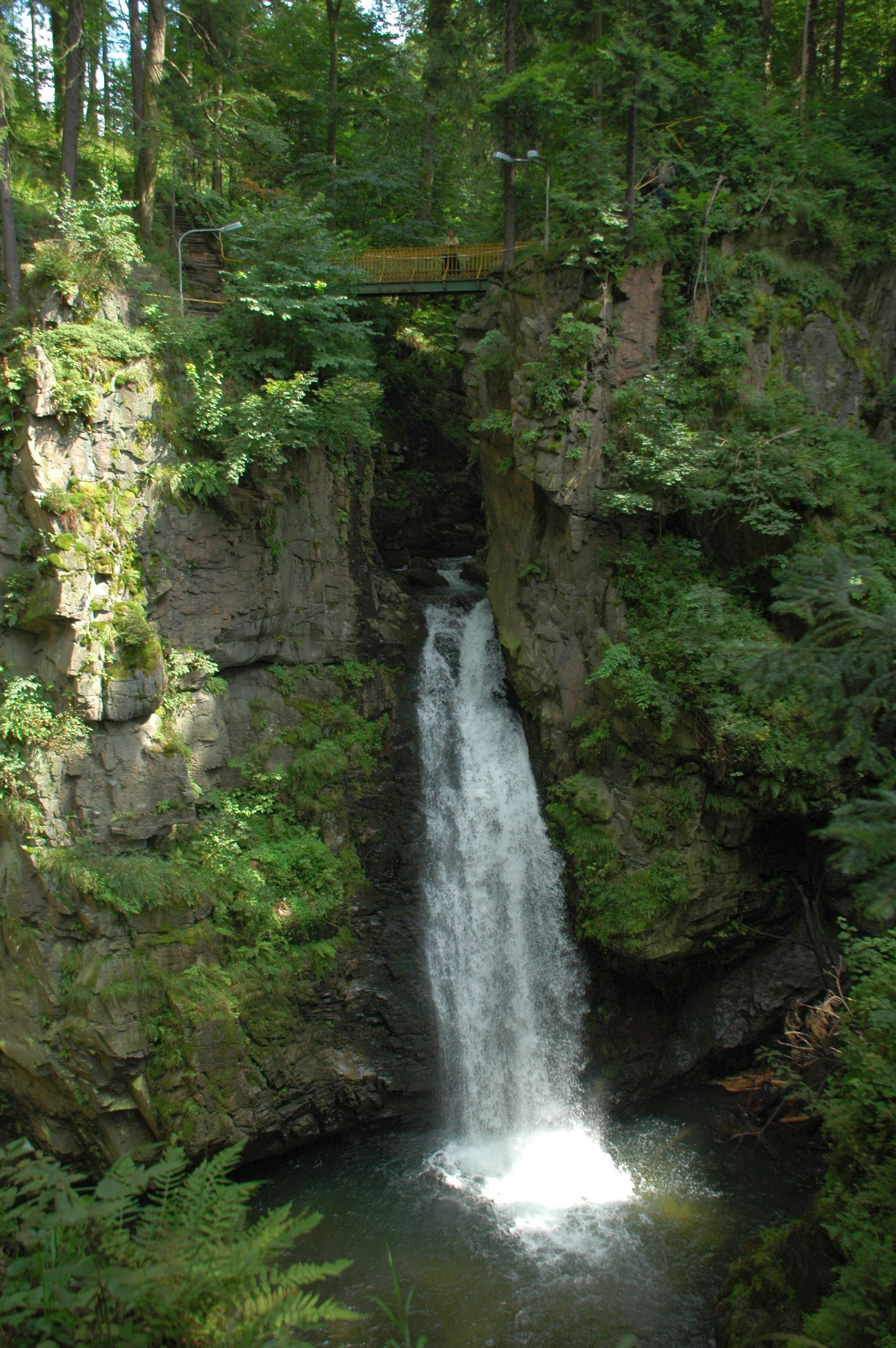
Wodospad Wilczki w Międzygórzu

Ku północnemu wschodowi Kotlina Kłodzka przechodzi w Obniżenie Ścinawki, wykształcone w obrębie wychodni iłowców oraz piaskowców górnopermskich i dolnotriasowych niecki środkowo sudeckiej. W jej krajobrazie wyróżniają się wyspowe Wzgórza Ścinawskie osiągające wysokość do 550 m n.p.m. W dnie doliny Ścinawki znaczną powierzchnię zajmują wysokie terasy plejstoceńskie. Kotlinę Kłodzką od północy zamykają Góry Bardzkie, których urozmaicony krajobraz jest efektem złożonej budowy geologicznej. Występują tu zlepieńce, piaskowce, łupki i zmetamorfizowane skały dolnopaleozoiczne, ułożone poprzecznie w stosunku do linii grzbietowej. Pomimo niedużej wysokości (500–700 m n.p.m.) pocięte są gęstą siecią dolin wciosowych i jarów, rozdzielonych ostrymi grzbietami. W części północnej, Nysa Kłodzka tworzy malowniczy przełom. Od zachodu Góry Bardzkie sąsiadują z Obniżeniem Nowej Rudy, rozwiniętym w strefie mało odpornych na erozję zlepieńców, piaskowców i łupków górnopaleozoicznych. Wschodnia część powiatu obejmuje fragment Sudetów Wschodnich (Masyw Śnieżnika oraz Góry Złote). Główny blok tej części Sudetów stanowią zrównane hercyńskie struktury fałdowe o przebiegu południkowym, złożone ze skał górnopaleozoicznych. Masyw Śnieżnika od wschodu zamyka Kotlinę Kłodzką. Kulminacje masywu zbudowane są z gnejsów, a obniżenia dolinne i przełęcze z metamorficznych łupków łyszczykowych. Od centralnej kulminacji, którą jest Śnieżnik (1425 m n.p.m.) promieniście rozchodzą się niższe odgałęzienia, tworząc grzbiety łączące masyw główny z sąsiednimi kulminacjami. Doliny rzek i potoków głęboko wcinają się w zbocza górotworu, tworząc malownicze jary z wodospadami. Na północ od Masywu Śnieżnika, po wschodniej stronie szerokiej doliny Białej Lądeckiej, stanowiącej prawobrzeżny dopływ Nysy Kłodzkiej, rozciągają się Góry Złote. Ich wąski grzbiet rozbity jest na kilka członów, zbudowanych zróżnicowanych pod względem odporności skał: gnejsów, granitów, gabra, wapieni i łupków krystalicznych oraz fyllitów i amfibolitów. Efektem tej różnorodności jest bogactwo form rzeźby.

### Wody

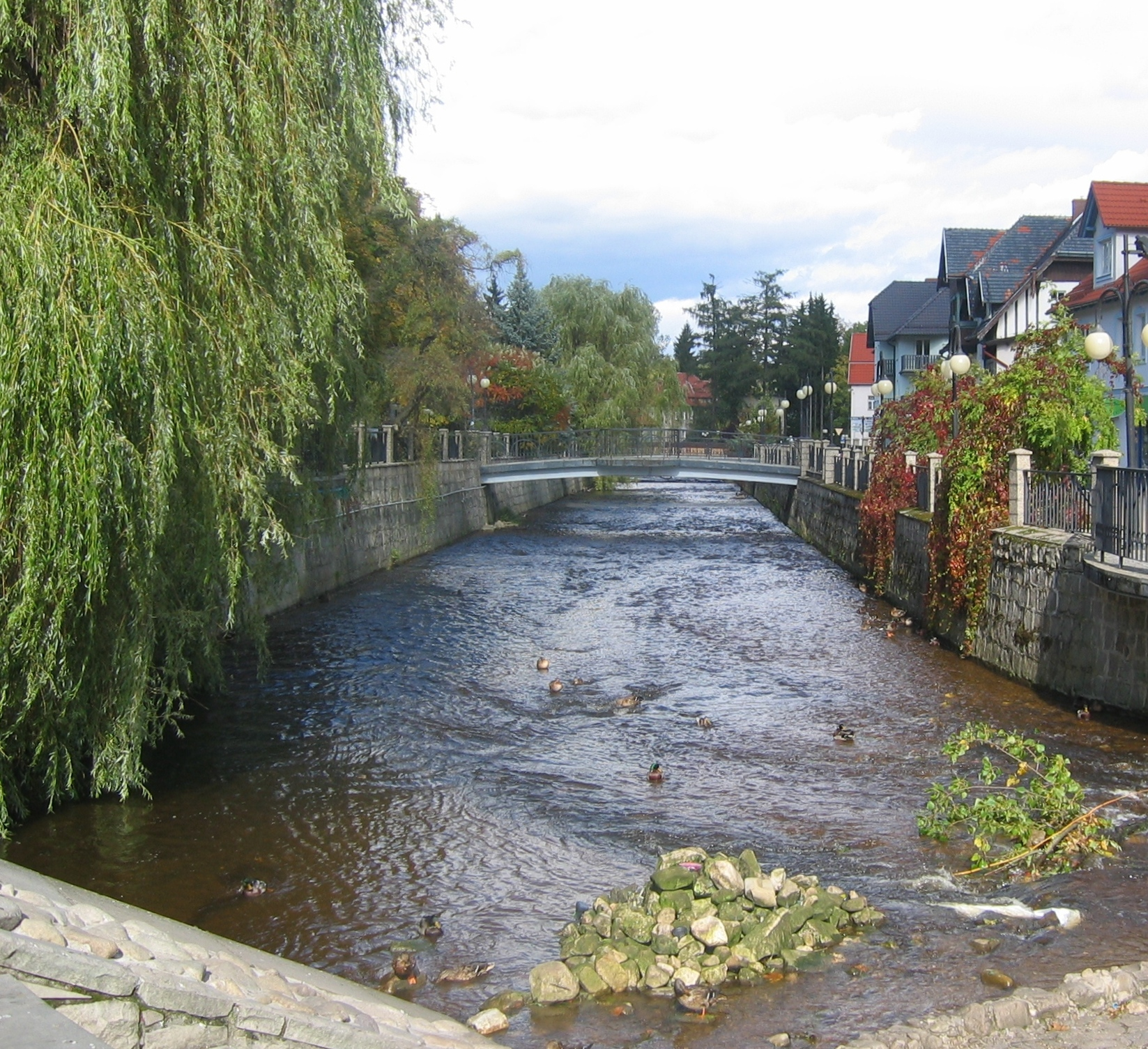
Bystrzyca Dusznicka w centrum Polanicy-Zdroju

Powiat kłodzki prawie w całości należy do dorzecza Odry i zlewiska Morza Bałtyckiego, a jedynie 4% do zlewiska Morza Czarnego oraz częściowo do Morza Północnego. Dorzecze Odry tworzy w regionie sieć rzek: Nysa Kłodzka wraz ze Ścinawką, Bystrzycą Łomnicką, Bystrzycą Dusznicką i Białą Lądecką. Sieć rzeczna jest bardzo dobrze rozwinięta, mimo to wodne zasoby dyspozycyjne są niewielkie. Górski spad wód szybko odprowadza wodę ku terenom niżej położonym co było powodem klęsk powodziowych jakie zaistniały wielokrotnie na tym obszarze, w tym ostatnio w 1997, 2009 i 2024 roku

### Klimat
Powiat kłodzki charakteryzuje się umiarkowanym i łagodnym klimatem, sprzyjającym gospodarce rolnej i hodowlanej, a także turystyce w różnych jej formach. Jego cechą są łagodne zimy i nieco mniej upalne niż w centralnej części Polski lata. Najcieplejszym, ale najbardziej obfitującym w opady miesiącem roku jest lipiec ze średnią temperaturą w stolicy regionu – Kłodzku +17 °C. Najzimniejszym miesiącem jest styczeń, podczas którego średnia temperatura w Kłodzku wynosi –2,4 °C. Najmniej opadów przypada na luty i wrzesień, który jest najsłoneczniejszym miesiącem roku. Największe opady śnieżne notowane są w styczniu.

### Gleby

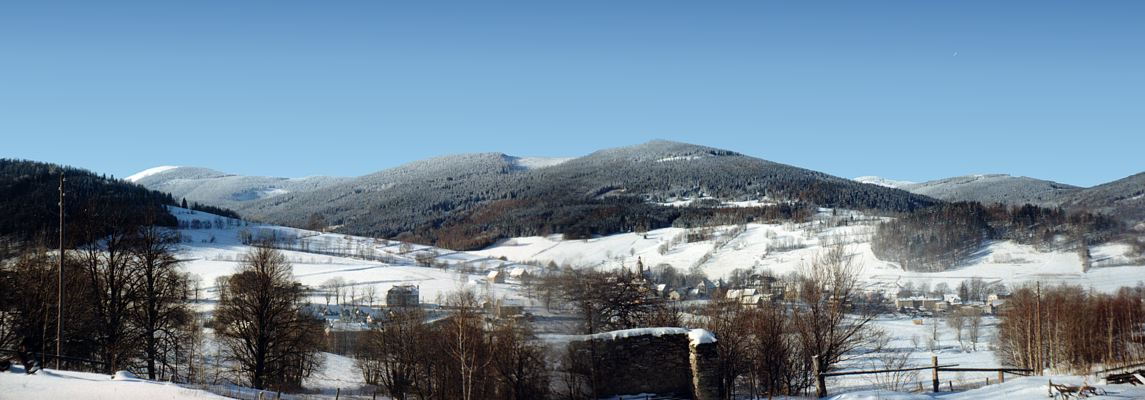
Masyw Śnieżnika zimą w okolicy Bolesławowa

W regionie można wyodrębnić trzy rodzaje gleb:
- gleby górskie – gleby brunatne, brunatne wyługowane, brunatne kwaśne, rzadziej bielicowe, pochodzenia zwietrzelinowego,
- gleby dolinne – mady, mady górskie, gleby murszowe, glejowe i mułowe-torfowe.
- gleby nizinne i wyżynne – bielicowe i brunatne.

Zgodnie ze strategią rozwoju obszarów wiejskich województwa dolnośląskiego kłodzkie gleby zostały określone w oparciu o kryteria społeczno-ekonomiczne i przyrodnicze jako Region III, tzn. przemysłowo-rekreacyjno-turystyczny.

## Przyroda ożywiona

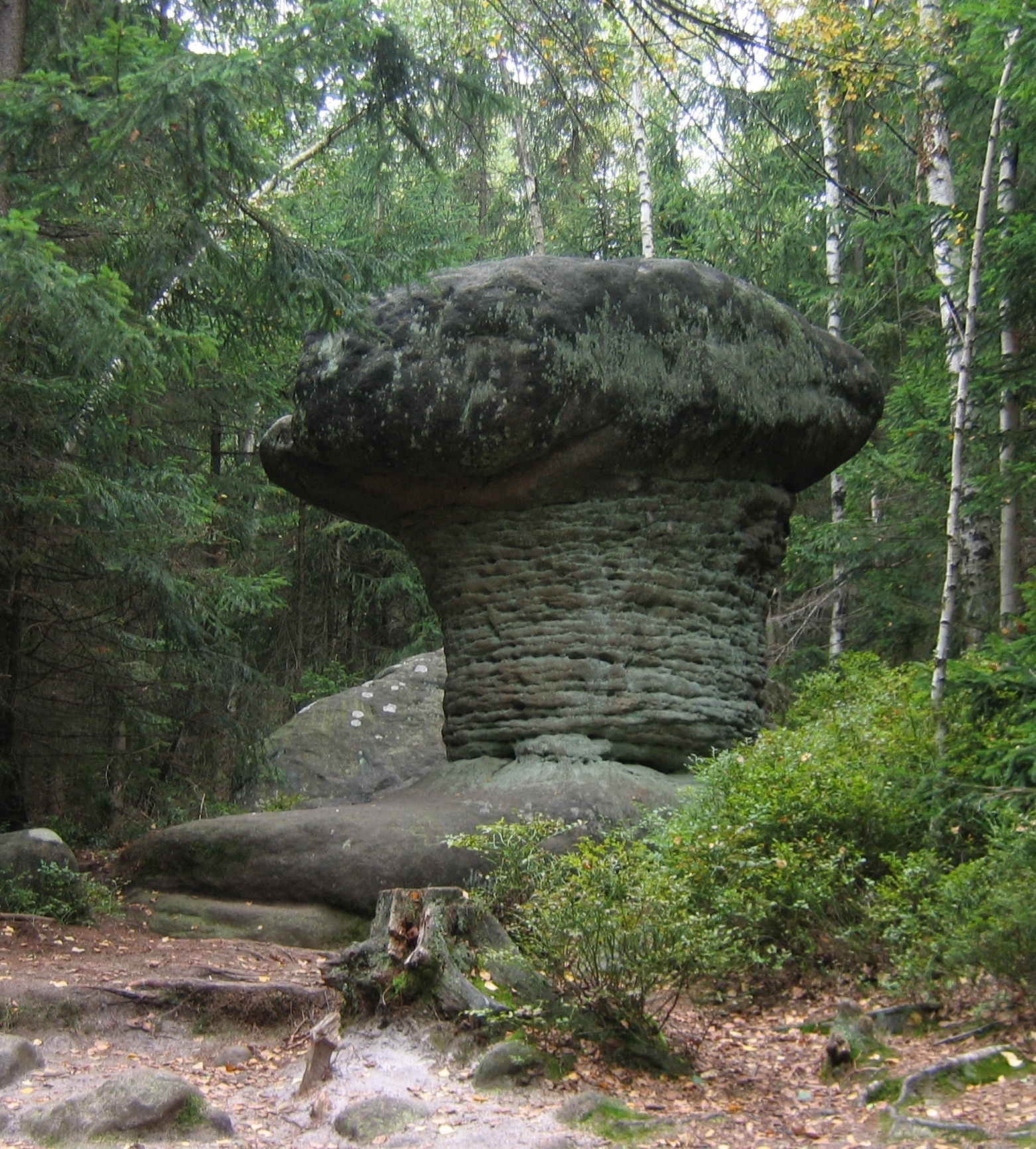
Skalne grzyby w Parku Narodowym Gór Stołowych

Ponad 50 tysięcy hektarów powierzchni powiatu zajmują parki narodowe, parki krajobrazowe i obszary krajobrazu chronionego. W całym regionie znajduje się 228 pomników przyrody. W ramach wielkoprzestrzennego systemu obszarów chronionych w Polsce na terenie powiatu kłodzkiego, cechującego się wysokimi walorami przyrodniczymi i krajobrazowymi, funkcjonują obecnie:
Parki narodowe
- Park Narodowy Gór Stołowych – park narodowy o powierzchni 6339 ha. Utworzony w 1993 r. po przekształceniu Stołowogórskiego Parku Krajobrazowego. Występują na jego terenie najrzadziej spotykane w kraju formacje skalne i skalne labirynty[28].

Parki krajobrazowe
- Śnieżnicki Park Krajobrazowy – zajmuje powierzchnię 28 800 ha. Utworzony w 1981 r. Obejmuje cenny pod względem krajobrazowym i przyrodniczym rejon Sudetów Wschodnich. W jego skład wchodzą pasma górskie: Gór Bialskich, Masywu Śnieżnika i Gór Złotych.

- Park Krajobrazowy Gór Sowich – o powierzchni 8141 ha. Obejmujący główną część masywu Gór Sowich.

Obszary chronionego krajobrazu:
- Obszar Krajobrazu Chronionego Gór Bystrzyckich i Orlickich
- Obszar Chronionego Krajobrazu Gór Bardzkich i Gór Sowich

Rezerwaty
- Rezerwat Błędne Skały
- Rezerwat Szczeliniec Wielki

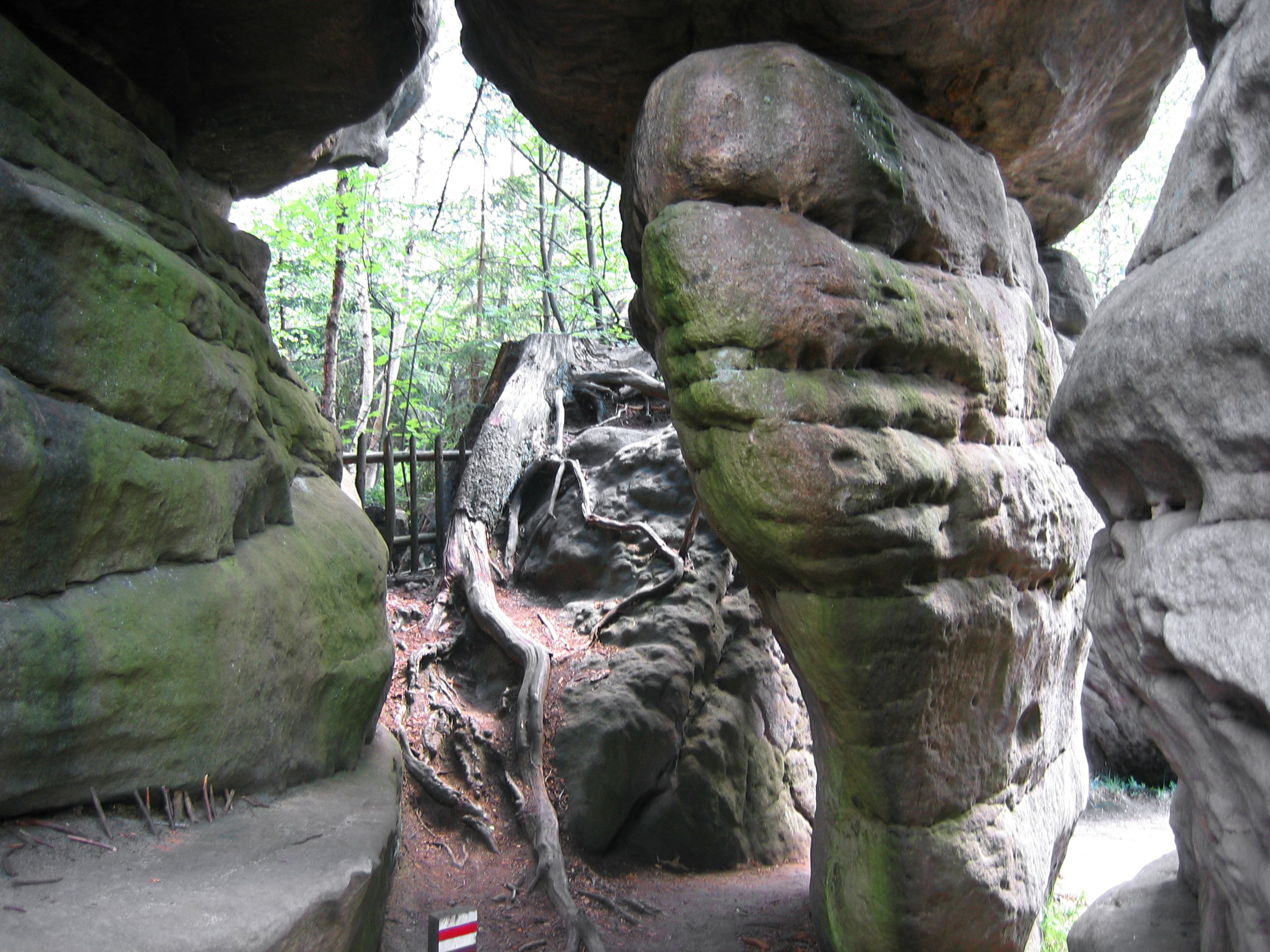
Rezerwat Błędne Skały

- Rezerwat Wielkie Torfowiska Batorowskie
- Rezerwat leśny Puszcza Śnieżnej Białki
- Rezerwat krajobrazowo florystyczny Śnieżnik Kłodzki
- Rezerwat leśny Nowa Morawa
- Rezerwat przyrody nieożywionej Jaskinia Niedźwiedzia
- Rezerwat przyrody krajobrazowej Wodospad Wilczki
- Rezerwat florystyczny torfowisko pod Zieleńcem

Powiat kłodzki jest objęty również ekologicznym programem Natura 2000, który nakłada obowiązek zachowania wartości przyrodniczych figurujących w nim miejsc, których na tym terenie jest aż piętnaście.

### Fauna

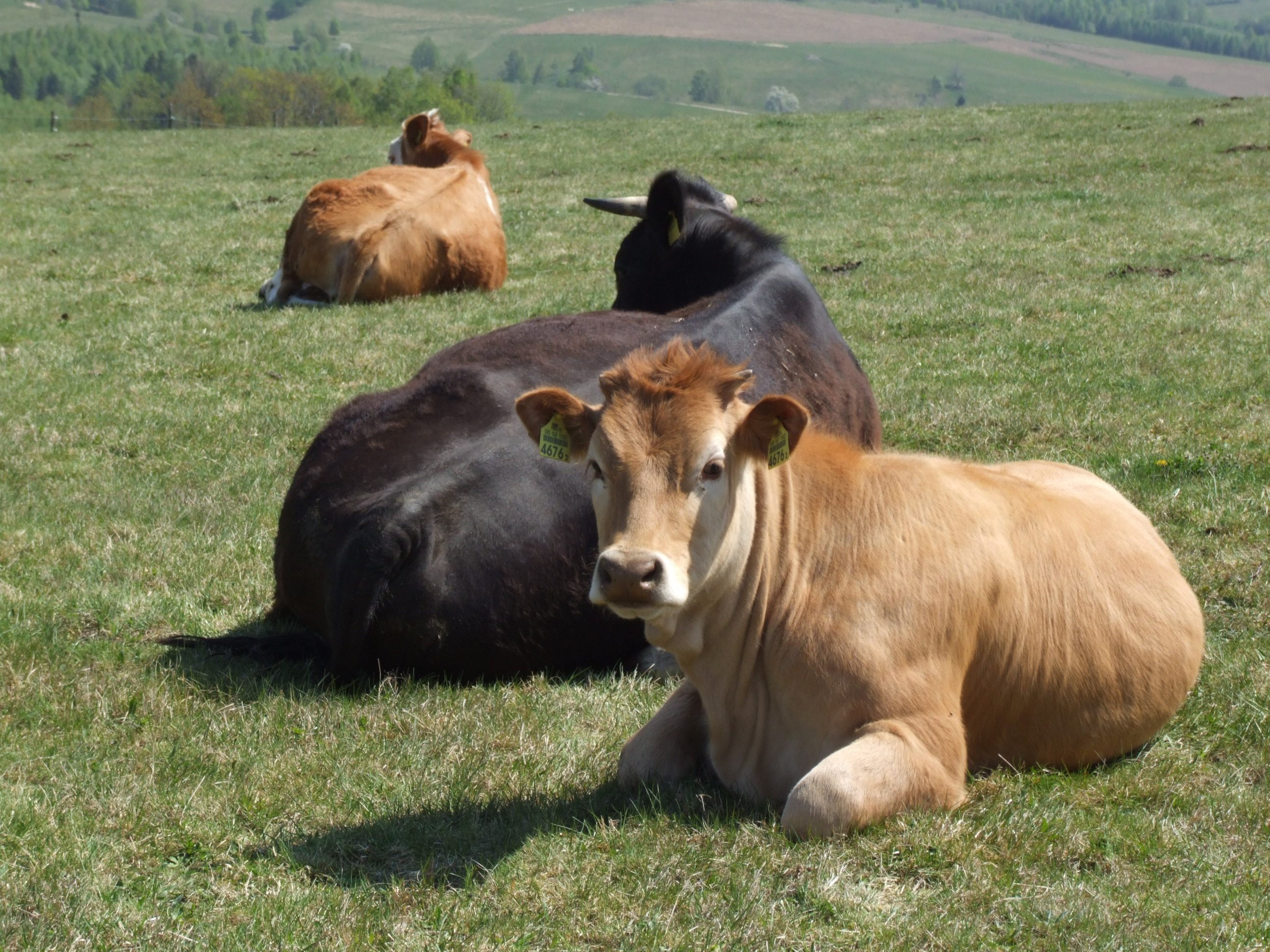
Krowy pasące się w Masywie Śnieżnika

Świat zwierzęcy powiatu kłodzkiego jest podobny do innych regionów górskich. Dominują na tym terenie gatunki środkowoeuropejskie. Występują również gatunki górskie jak np. traszka górska i salamandra plamista. Pospolite są gatunki drobniejsze, w tym gryzoni, takich jak: nornik zwyczajny, ryjówka aksamitna, czy kret. Ponadto można spotkać jeża europejskiego i zająca szaraka. Nad polami i łąkami zobaczyć można skowronka polnego, jastrzębia, zaś w mieście powszechnie występują wróble, gołębie, kosy oraz szpaki. Większe zwierzęta przebywają najczęściej w lasach gór stanowiących naturalne granice ziemi kłodzkiej, schodząc wyłącznie na żer. Na przyleśnych łąkach i pastwiskach można spotkać sarny, a na kartofliskach dzika, w Górach Bystrzyckich bobry, a w okolicy Śnieżnika pojawiają się sprowadzone kozice.

### Flora

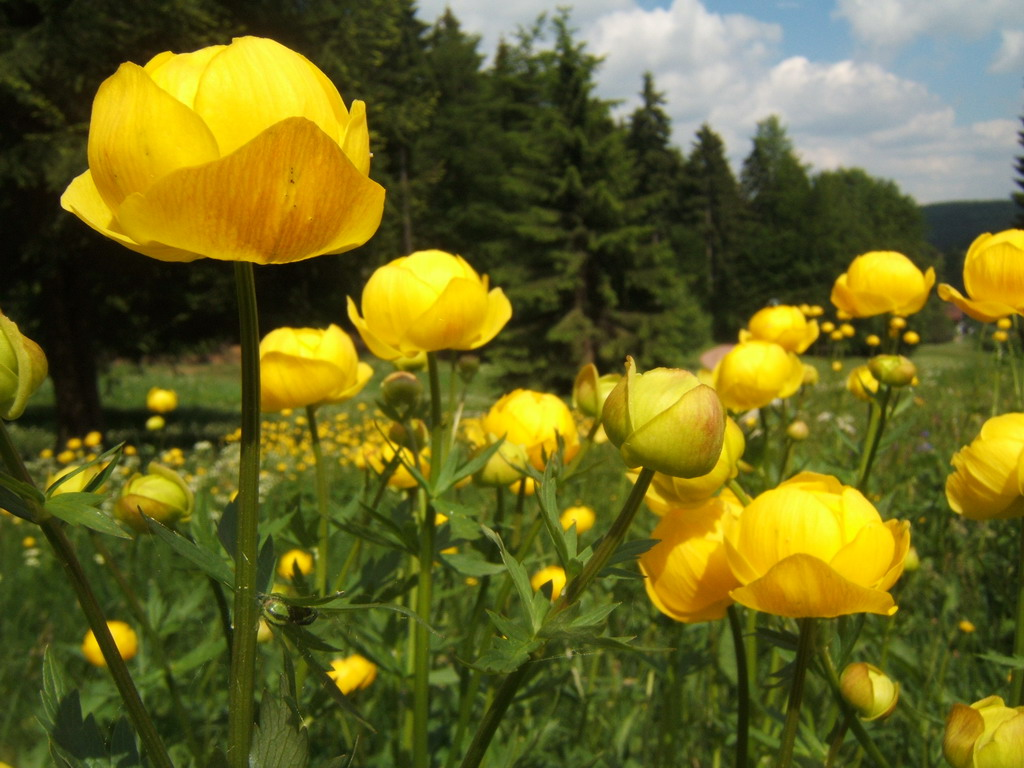
Pełnik europejski zwany „Różą kłodzką”

Wszystkie góry otaczające powiat w większości porastają lasy dolnoreglowe, głównie świerkowe. Roślinność jest typowa dla Pogórza Sudeckiego. W lasach występują elementy środkowoeuropejskie takie jak buk, klon zwyczajny i lipa szerokolistna, rzadziej tojad mocny oraz elementy eurosyberyjskie w postaci sosny zwyczajnej, zaś w niższych piętrach leśnych – marzanka wonna, malina właściwa i borówka czernica. Obecnie większość lasów grądowych zostało przekształconych w łąki, pola i parki, zaś lasy mieszane tworzą zadrzewienie izolowanych wzniesień lub obrzeży obniżeń. Do najbardziej charakterystycznych okazów pierwotnej flory należy pełnik europejski o pięknych kulistych kwiatach złocistej barwy. Jesienią rozkwita podobny do krokusa zimowit jesienny. Spotkać można także licznie występujące storczyki, goryczkę polną, chaber austriacki, śnieżycę wiosenną, pierwiosnkę wyniosłą. Specyficzne zespoły roślinne, głównie drzewiaste, tworzą liczne parki dworskie zakładane powszechnie na przełomie XVIII i XIX w.

## Demografia
W połowie lat 90. XX wieku liczba ludności zamieszkującej wszystkie gminy wchodzące w skład obecnego powiatu kłodzkiego wyniosła maksymalną jak do tej pory liczbę 184 tysięcy mieszkańców. Wraz z transformacją gospodarczą Polski i upadkiem wielu gałęzi gospodarki w regionie zaznaczył się coraz wyraźniejszy odpływ ludności z tego sudeckiego regionu. Na problem ten złożyło się także załamanie w całym kraju liczby urodzeń.
Perspektywy demograficzne dla powiatu kłodzkiego na najbliższe lata nie są dobre, ponieważ zakładają one dalsze zmniejszanie się liczby ludności oraz starzenie się społeczeństwa. Według szacunków do 2030 roku liczba ta spadnie aż o 20 tysięcy osób. Ludność zamieszkująca wsie stanowi obecnie tylko około 1/3 ogólnej liczby mieszkańców powiatu. Zauważalne jest szybsze starzenie się ludności wiejskiej. W 2006 r. 60% właścicieli gospodarstw indywidualnych było powyżej 40. roku życia.
Większość ludności stanowią Polacy. Poza tym w powiecie występuje kilka mniejszości narodowych i etnicznych, z których najliczniejszą stanowią Romowie, zamieszkujący w Kłodzku i Bystrzycy Kłodzkiej. Okolice Kudowy-Zdroju zamieszkują Czesi. Do tego po II wojnie światowej w powiecie osiedlili się emigranci z Grecji oraz ludność pochodzenia żydowskiego z centralnej Polski i z Kresów.
Według stanu z 31 grudnia 2024 roku w powiecie kłodzkim zamieszkiwało 145 243 mieszkańców: 75 435 kobiet (51,9% ludności) i 69 808 mężczyzn (48,1%), czyli 5,1% ludności województwa dolnośląskiego. Gęstość zaludnienia w powiecie wyniosła 88 osób na km². Pod względem ludności powiat kłodzki zajął w 2024 roku 3. miejsce spośród 26 powiatów w województwie oraz 29. lokatę wśród 314 powiatów Polski.
Wskaźnik urbanizacji wyniósł 62,9%; w miastach w tym dniu mieszkały 91 333 osoby, zaś na wsi 53 910 osób.
|  |

|  |  |

## Historia

### Prehistoria i starożytność
Powiat kłodzki usytuowany jest na styku Śląska, Czech i Moraw. Najstarsze ślady bytności człowieka na tym terenie pochodzą z epoki kamienia, z kolei pierwsze informacje pisane, co prawda bardzo skąpe i banalne pojawiają się w źródłach starożytnych. Ziemia kłodzka była wówczas ważnym szlakiem tranzytowym. Przechodziły przez nią znane międzynarodowe szlaki komunikacyjne, takie jak szlak bursztynowy. Łączyły one bezpośrednio Kotlinę Czeską z dorzeczem Odry, a pośrednio kraje nadbałtyckie ze światem śródziemnomorskim.
Sąsiednie do Kotliny kłodzkiej tereny były pod dominacją Celtów; Kotlina czeska była ośrodkiem prosperujących Bojów, obszar dookoła Góry Ślęży także znany jest z celtyckiego osadnictwa.

### Średniowiecze (do 1459)

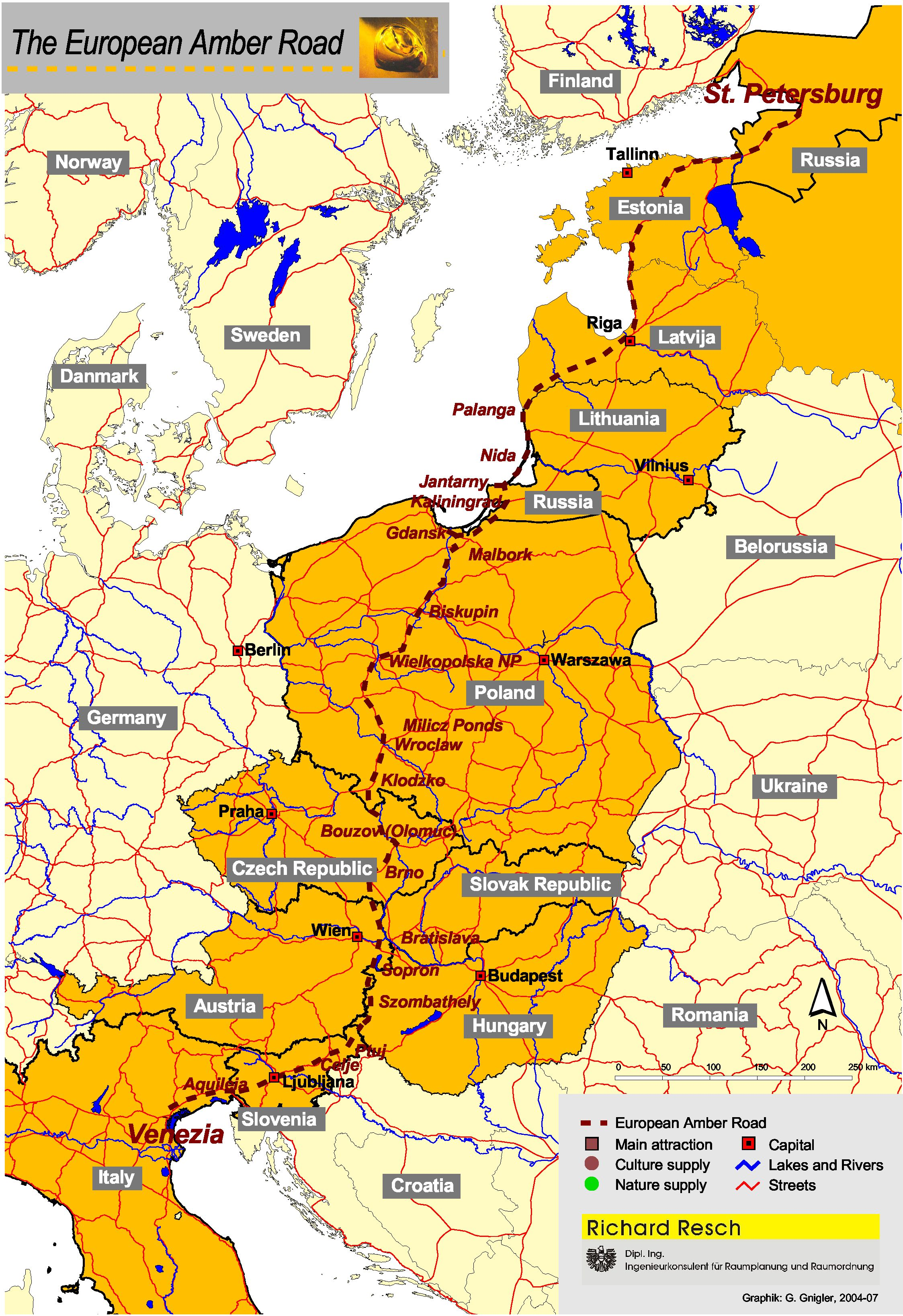
Mapa „Szlaku Bursztynowego”

Rejon Kłodzka należał przypuszczalnie pod koniec X wieku do przypuszczalnie suwerennego państwa libickiego, którym władał ród Sławników. Dopiero po wytraceniu całego rodu w 995 roku, tereny którymi władali znalazły się pod panowaniem dynastii Przemyślidów, rządzących w Pradze. Ziemia kłodzka znajdowała się dwukrotnie w rękach Bolesława Chrobrego w 1003 i 1017 roku, jednak ostatecznie w 1038 roku została ponownie opanowana przez Czechów. W latach 1050–1096 prowincja ta znajdowała się w granicach państwa piastowskiego. Ostatecznie rywalizacja ta została zakończona w 1137 roku pokojem kłodzkim, na mocy którego Śląsk pozostał w granicach Polski, a ziemia kłodzka przypadła Czechom. Jeszcze na krótko w latach 1278–1290 Kłodzczyzna przeszła we władanie Henryka IV Probusa, który następnie poprzez swój testament przekazał ją Wacławowi II Czeskiemu za cenę niemieszania się w sprawy jednoczenia Śląska z Polską. Dynastia Przemyślidów wygasła w 1306 roku, a jeden z ich kolejnych sukcesorów – Jan I Luksemburski oddał ziemię kłodzką w dożywotnie lenno w 1327 roku Henrykowi VI Dobremu, księciu wrocławskiemu. Po jego śmierci w 1335 roku, przeszła ona ponownie jako lenno dożywotnie na Bolka II, księcia ziębickiego (1336), a po jego śmierci w 1341 roku powróciła do Korony Czeskiej. Ostatnie lata panowania Jana Luksemburskiego i jego syna cesarza Karola IV, przyniosły ze sobą falę germanizacyjną, ale przede wszystkim przyczyniły się do znaczącego rozwoju prowincji.
Następcą Karola IV był jego syn – Wacław IV (1378-1400), który poprzez swoją nieudolność, został zdetronizowany przez elektorów Rzeszy. Zastawił on w 1380 roku ziemię kłodzką swojemu powinowatemu – Jodokowi Morawskiemu. Kraina ta wykupiona z zastawu w 1419 roku przeszła na przyrodniego brata Wacława – Zygmunta. Ten ostatni władca z dynastii Luksemburgów przyczyniwszy się do śmierci Jana Husa w 1415 roku, rozpętał długotrwałe i krwawe wojny husyckie, mające miejsce w latach 1419–1436.
Po wygaśnięciu dynastii Luksemburgów, Królestwo Czeskie, a wraz z nim ziemia kłodzka znalazły się pod panowaniem Habsburgów (od 1438). W 1452 roku regentem w imieniu małoletniego króla Władysława Pogrobowca został wybrany Jerzy z Podiebradów, obwołany po bezpotomnej śmierci młodego władcy jego następcą w 1458 roku. Kłodzczyzna w tym czasie znajdowała się w rękach Hynka Krušiny drogą zastawu.

### Hrabstwo kłodzkie

Herb Hrabstwa Kłodzkiego

Jerzy z Podiebradów wykupił ją od jego syna i ustanowił swoimi dobrami rodowymi, a następnie w 1459 roku podniósł do rangi „suwerennego hrabstwa”, oddając je w lenno swoim synom: Henrykowi, Wiktorynowi i Hince. Po śmierci króla Jerzego w 1471 roku nastąpił podział jego ziem rodowych. Hrabstwo kłodzkie przypadło Henrykowi Starszemu, który panował w nim do swojej śmierci w 1498 roku Następnie władali nim jego trzej synowie: Albrecht, Jerzy i Karol, którzy panowali wspólnie.
W 1501 roku zdecydowali się sprzedać swoją ojcowiznę swojemu powinowatemu Ulrykowi von Hardeckowi (zm. 1525) za 70 tys. guldenów reńskich. Jego brat i następca Hans sprzedał hrabstwo w 1534 roku królowi czeskiemu Ferdynandowi I Habsburgowi, który zastawił je 3 lata później Janowi z Pernštejnu. Zastaw przeszedł następnie z ręki jego synów w 1549 roku, na księcia Ernesta Bawarskiego. Po śmierci cesarza Karola V Habsburga jego brat Ferdynand I (1556–1564) wykupił częściowo zastaw w 1561 roku, a jego syn Maksymilian II (1564–1576) całkowicie w 1567 roku. Z tą chwilą hrabstwo kłodzkie stało się całkowicie krajem koronnym Habsburgów.

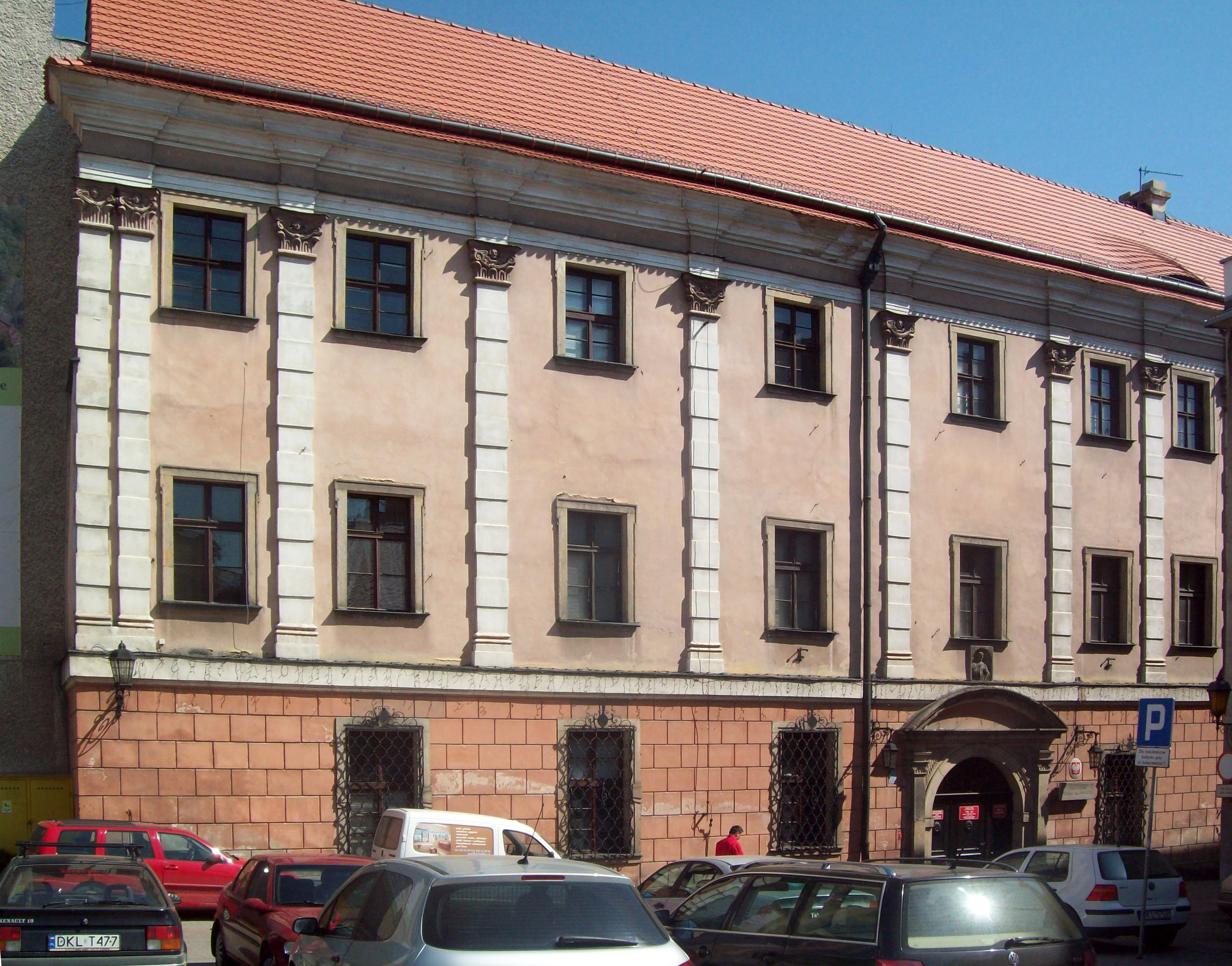
Gmach dawnego Konwiktu Jezuitów w Kłodzku

Po ruchu husyckim, który poza hasłami religijnymi wypisywał postulaty przebudowy społecznej, niedługo potem, bo na początku XVI wieku, zaczęły Europę ponownie nurtować poważne prądy, które sumarycznie określono mianem reformacji. Na Śląsku i ziemi kłodzkiej oprócz luteranów pojawili się spadkobiercy braci polskich pod wodzą świeckiego nauczyciela Kaspra von Schwenckfelda Wszystkie te odłamy protestantyzmu dążyły różnymi drogami do sprawiedliwego ładu społecznego i ograniczenia władzy duchowieństwa katolickiego. Ruch reformacyjny rozszedł się po ziemi kłodzkiej już za rządów Jana z Pernštejnu, który był mu przychylny. Z kolei książę Ernest jako dygnitarz Kościoła prowadził zaciętą walkę przeciwko innowiercom tak samo jak cesarz Ferdynand I, skutecznie tępiąc wszelkich reformatorów. Szczególnie dotkliwe kary spadły na samo Kłodzko po wykryciu w 1558 roku organizacji zwolenników nauki Schwenckfelda.

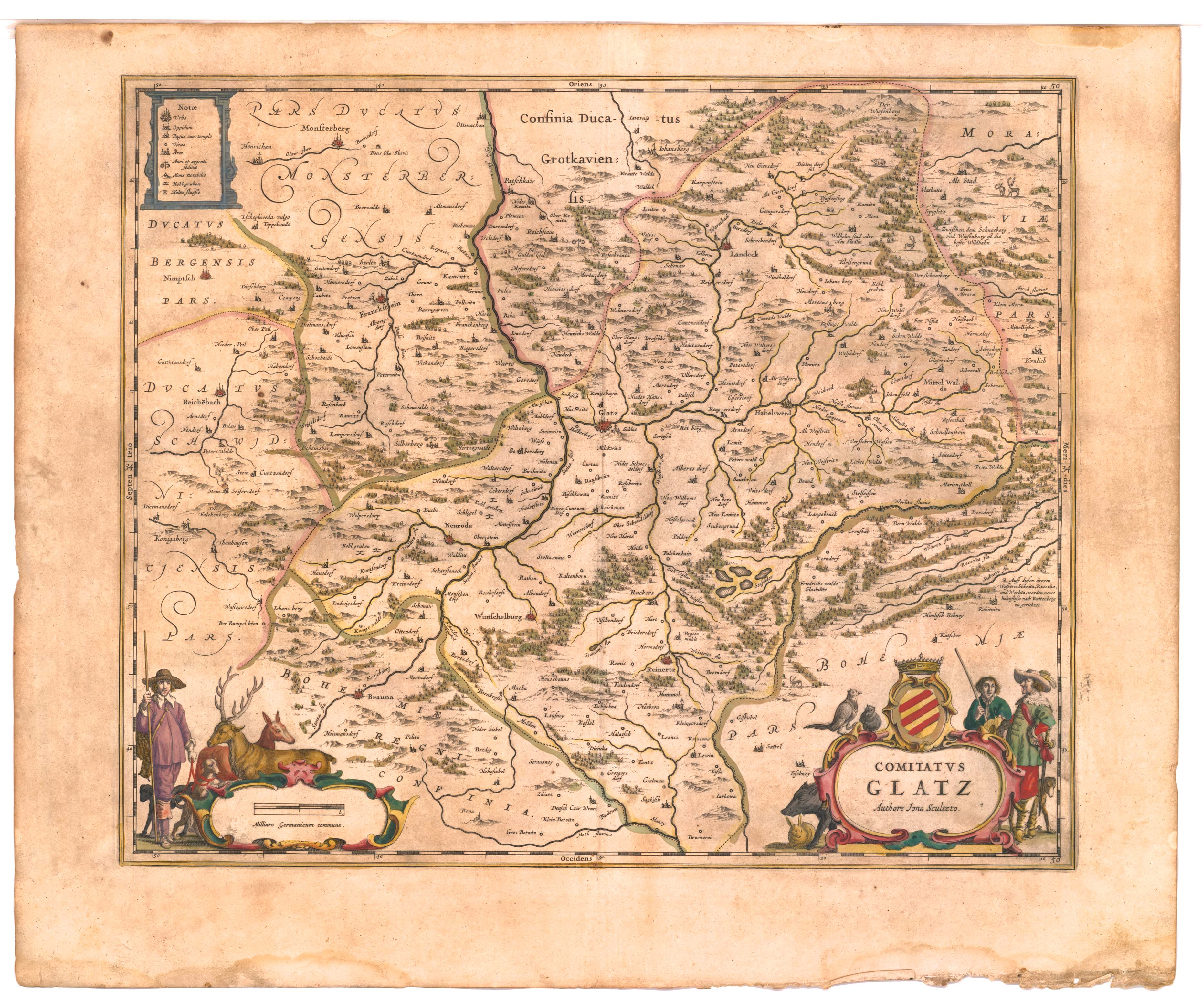
Jedna z najstarszych map hrabstwa kłodzkiego (1645)

Stosunkowo wcześnie do hrabstwa kłodzkiego przybył zakon jezuitów, popieranych przez swojego wychowanka, cesarza Rudolfa II (1576–1612). Zostali wygnani przez mieszczan kłodzkich, ale powrócili w 1622 roku, biorąc udział w akcji kontrreformacyjnej wspomagani przez oddziały cesarskich wojsk. Ponadto przez cały okres XVI wieku sprowadzano nowych osadników. Rozwijało się tutejsze płóciennictwo i sukiennictwo
Tocząca się w latach 1618–1648 wojna trzydziestoletnia wpłynęła na znaczny upadek społeczny i gospodarczy tej krainy, która niszczona była przez przechodzące tędy armie oraz klęski epidemii, rabunkami i pożarami. Ziemia kłodzka bardzo powoli dźwigała się z tego stanu w jakim znalazła się w połowie XVII wieku. Jej zaludnienie spadło o 20%, z czego w miastach do 50%. Uprawa roli, rzemiosło i handel ucierpiały poważnie. W następnych latach dochodziło także do rozruchów chłopskich w latach: 1661, 1668 i 1679.
Pierwsza połowa XVIII wieku przyniosła ze sobą kolejne zmagania wojenne tzw. wojny śląskie. Pierwsza z nich została rozpętana w 1740 roku przez Fryderyka II Wielkiego, króla Prus, który wkroczył do Wrocławia w 1741 roku. Po dalszych porażkach nieudolnie dowodzonych wojsk cesarskich zawarto pokój wrocławski w 1742 roku na mocy którego 80% Śląska wraz z hrabstwem kłodzkim znalazło się w granicach Prus

### Landkreis Glatz

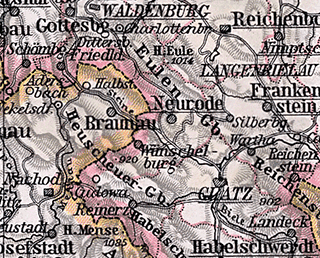
Mapa powiatu kłodzkiego z około 1905 roku

Mimo zawarcia pokoju wrocławskiego, Habsburgowie nie pogodzili się z jego werdyktem, co zapoczątkowało drugą wojnę (1744-1745) i trzecią wojnę śląską, zwaną wojną siedmioletnią (1756-1763), które wyniszczyły kraj bardzo dotkliwie. Ostatecznie zakończył je traktat pokojowy podpisany w 1763 roku w Hubertusburgu Wojny te przyniosły ziemi kłodzkiej spore ubytki ludności i zubożenie materialne. Kolejne straty przyniosła wojna o sukcesję bawarską (1778-1779).
Wkrótce po usadowieniu się na Śląsku Prusacy utworzyli z hrabstwa kłodzkiego osobny powiat. Nie podlegał on jednak, jak pozostałe utworzone na Śląsku powiaty pod jedną z kamer wojenno-dominialnych, a bezpośrednio był podporządkowany śląskiemu prowincjalnemu ministrowi. Odrębność ziemi kłodzkiej została utrzymana także w używanej nazwie nowo zdobytej prowincji. Wszystkie akta urzędowe kierowano do „Śląska i hrabstwa kłodzkiego”. Dla ziemi kłodzkiej mianowano również odrębnego gubernatora wojskowego. Również landrat kłodzki cieszył się nieco wyższym statutem, gdyż był jednocześnie radcą podatkowym. W 1818 roku z jego południowej części wydzielono powiat bystrzycki (Landkreis Habelschwerdt). W latach 1816–1820 cała ziemia kłodzka wchodziła w skład istniejącej przejściowo rejencji dzierżoniowskiej, a po jej likwidacji do rejencji wrocławskiej, w której pozostawała aż do zakończenia II wojny światowej. W międzyczasie w 1854 roku z północnej części powiatu wyodrębniono powiat noworudzki (Landkreis Neuerode), istniejący do 1932 roku, kiedy to ponownie włączono go do powiatu kłodzkiego.

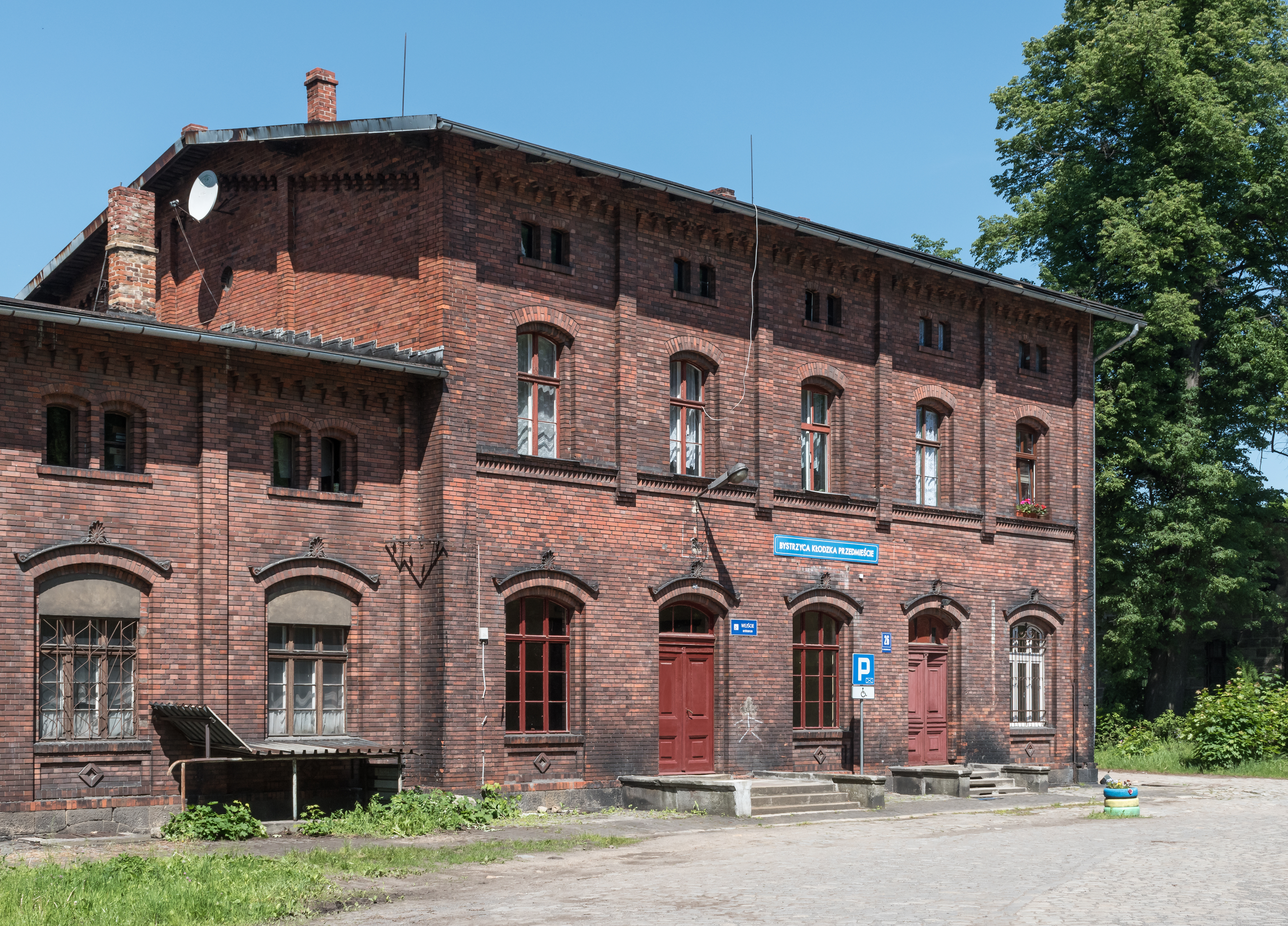
Stacja kolejowa Bystrzyca Kłodzka Przedmieście – jeden z dworców powstałych w 2. poł. XIX na ziemi kłodzkiej

XIX wiek, a zwłaszcza jego druga połowa wpłynęła na rozwój turystyki jako ważnej gałęzi gospodarki polegającej na obsłudze wędrowców, letników i kuracjuszy. Jednak wyraźny rozwój tej gałęzi gospodarki nastąpił dopiero w drugiej połowie stulecia po dotarciu nowoczesnych dróg na obszary podgórskie. W 1874 roku dotarła do Kłodzka pierwsza linia kolejowa, łącząca stolicę powiatu z Wrocławiem. W następnym roku pociągi kursowały już do Międzylesia. W kolejnych latach uruchamiano kolejne połączenia kolejowe do Nowej Rudy i dalej Wałbrzycha oraz do Lądka-Zdroju i Stronia Śląskiego. Jednak turystyka, nawet masowa nie zahamowała coraz silniejszego odpływu ludności. Główną tego przyczyną była nieopłacalność tutejszej gospodarki rolnej
II wojna światowa oszczędziła powiat kłodzki, ponieważ nie było tutaj bezpośrednich działań wojennych. Armia Czerwona wkroczyła na ten teren już po kapitulacji III Rzeszy. Rok 1945 był epokowy dla ziemi kłodzkiej, ponieważ znalazła się ona w granicach państwa polskiego.

### Okres po 1945

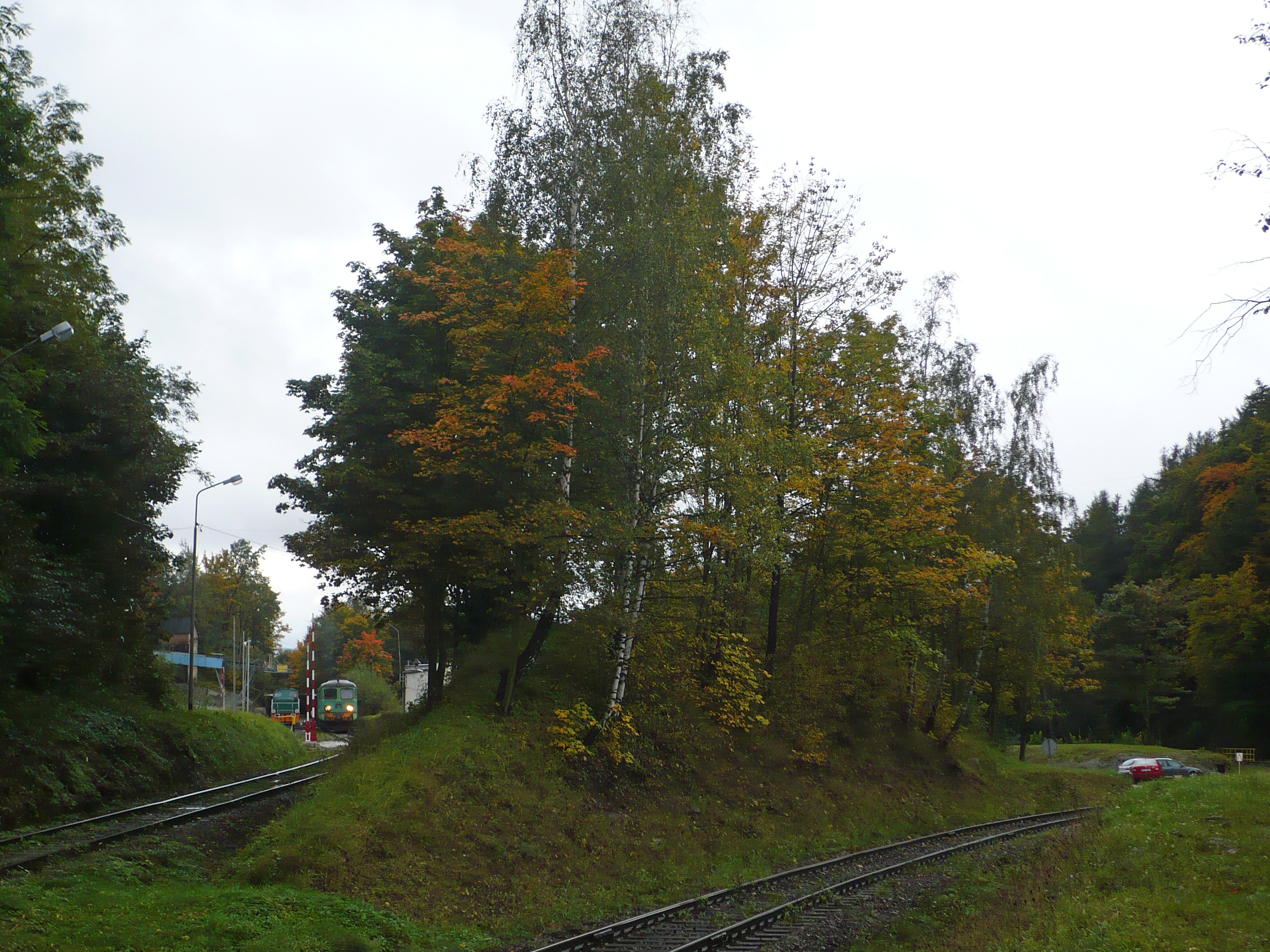
Wjazd kolejowy do jednej z kopalń w Nowej Rudzie

Mimo przyłączenia ziemi kłodzkiej do Polski, swoje roszczenia do tego terytorium składała także Czechosłowacja, która próbowała zająć je zbrojnie w 1946 roku. Do walk zbrojnych ostatecznie nie doszło, a wojska czechosłowackie się wycofały.
W Polsce obszar ten wchodził w skład województwa wrocławskiego, pozostając w nim do 1975 roku, kiedy wszedł on w skład nowo powstałego województwa wałbrzyskiego. Początkowo ziemia kłodzka dzieliła się na dwa powiaty: kłodzki i bystrzycki, a od 1954 reaktywowano powiat noworudzki w nieco innym kształcie niż przed wojną.

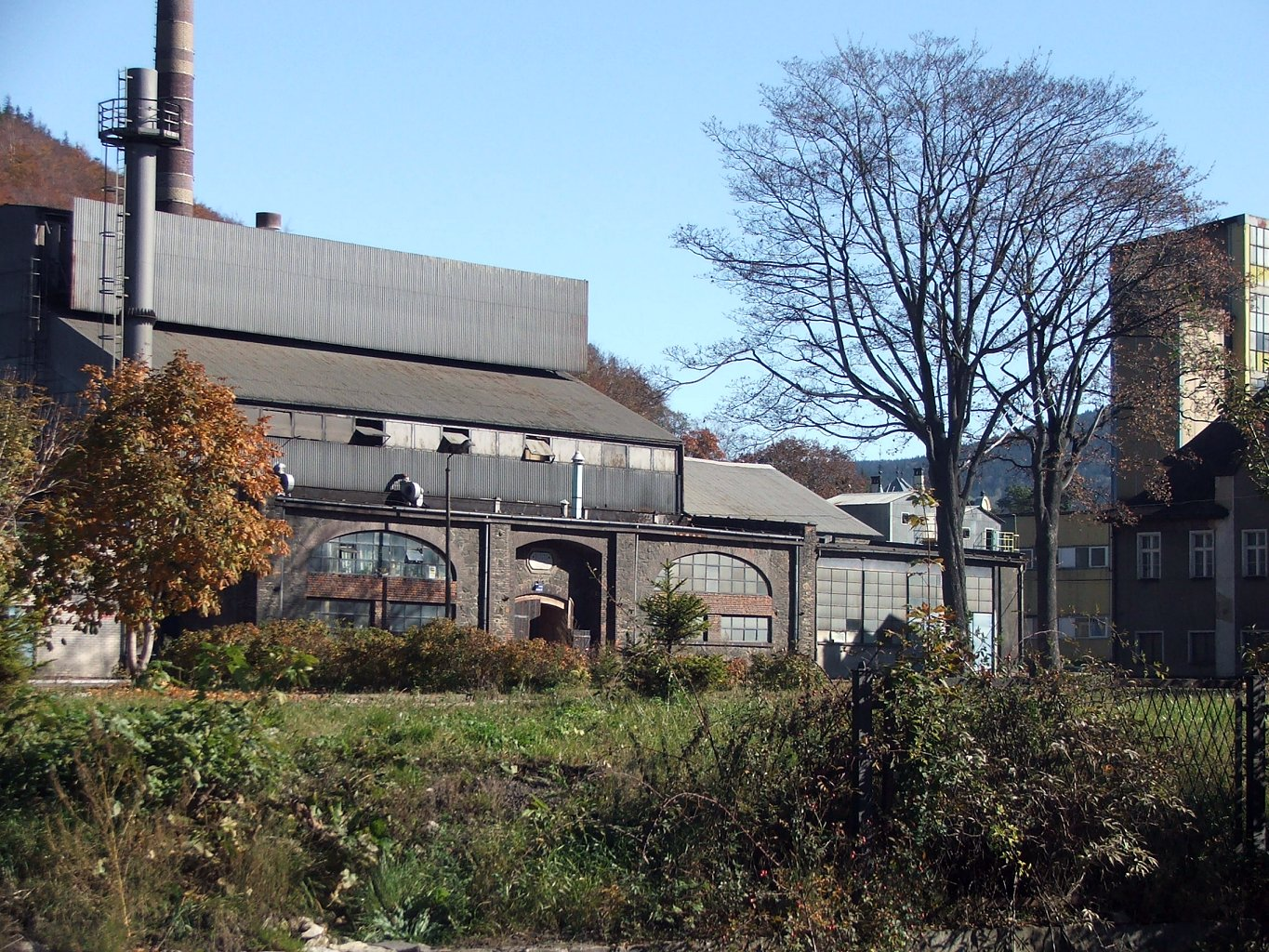
Huta szkła kryształowego w Stroniu Śląskim

Do końca lat 80. XX wieku rozwijano tutaj przejęte gałęzie przemysłu i wielkotowarową produkcję rolną. Wprowadzono i rozwijano przemysł elektrotechniczny i hutnictwo szkła. Likwidacji uległa prywatna baza turystyczna i drobny przemysł zlokalizowany również we wsiach poprzednio skutecznie dofinansowujący rolnictwo. Rozwój prywatnych przedsiębiorstw, bazy turystycznej i uzdrowiskowej oraz usług był skutecznie blokowany przepisami i pozaprawnymi metodami działania. Kryzys lat 80. i 90. XX wieku dotknął przede wszystkim te gałęzie gospodarki, na których rozwój wcześniej postawiono, a zatem przemysł wydobywczy, głównie górnictwo węglowe, przemysł włókienniczy, przemysł przetwarzający miejscowe surowce, przemysł elektromaszynowy, wielkotowarowy rolnictwa uprzemysłowionego, uzdrowisk, jako centralnie zarządzane kompleksy usług. Ponadto nastąpiło wyludnienie wsi górskich.
W końcu lat 90. XX wieku zauważalny jest rozwój: przemysłu na bazie lub z udziałem kapitału zachodniego, prywatnych usług w zakresie handlu, gastronomii, zdrowia, turystyki i ostatnio także usług w uzdrowiskach, przemysłu wydobywczego materiałów budowlanych, agroturystyki, która stała się istotnym czynnikiem aktywizacji wsi ziemi kłodzkiej. W 1999 roku reaktywowano powiat kłodzki, który objął w całości ziemię kłodzką. Nie przywrócono jednak mimo usilnych starań miejscowych władz powiatu bystrzyckiego, który znajdował się na pierwotnej mapie województwa dolnośląskiego opracowanej przez rząd Jerzego Buzka.
Przystąpienie Polski do Unii Europejskiej w maju 2004 roku pozwoliło na szersze korzystanie ze środków pomocowych, co znacząco wspiera rozwój ziemi kłodzkiej

## Gospodarka
| Rodzaj           | Powierzchnia | %      |
| ---------------- | ------------ | ------ |
| Grunty orne      | 46 635 ha    | 57,70% |
| Łąki             | 14 837 ha    | 18,36% |
| Pastwiska        | 19 063 ha    | 23,59% |
| Sady             | 288 ha       | 0,36%  |
| Użytki rolne (Σ) | 80 823 ha    | 100%   |

W 2009 roku na terenie powiatu kłodzkiego działało 16 994 podmiotów gospodarczych, z czego 92,8% stanowiły firmy należące do osób prywatnych. 11 712 z nich stanowiły osoby fizyczne prowadzące działalność gospodarczą. W 2009 r. działalność prowadziło 176 spółek handlowych z udziałem kapitału zagranicznego. Największymi skupiskami obiektów handlowych są największe miasta powiatu: Kłodzko, Nowa Ruda i Bystrzyca Kłodzka.
W końcu listopada 2019 roku liczba zarejestrowanych bezrobotnych w powiecie obejmowała około 5,2 tys. mieszkańców, co stanowiło stopę bezrobocia na poziomie 10,8% do aktywnych zawodowo.
Powiat kłodzki jest bardzo ważnym regionem turystycznym Polski. Podstawą turystyki w regionie są liczne walory wynikające ze znajdujących się tutaj uzdrowisk takich jak: Polanica-Zdrój, Duszniki-Zdrój, Kudowa-Zdrój, Lądek-Zdrój oraz Długopole-Zdrój, a także okolicznych gór okalających ziemie kłodzką. Znajdują się w nich liczne sanatoria, domy uzdrowiskowe, hotele, pensjonaty, schroniska. W powiecie znajduje się także wiele gospodarstw agroturystycznych.

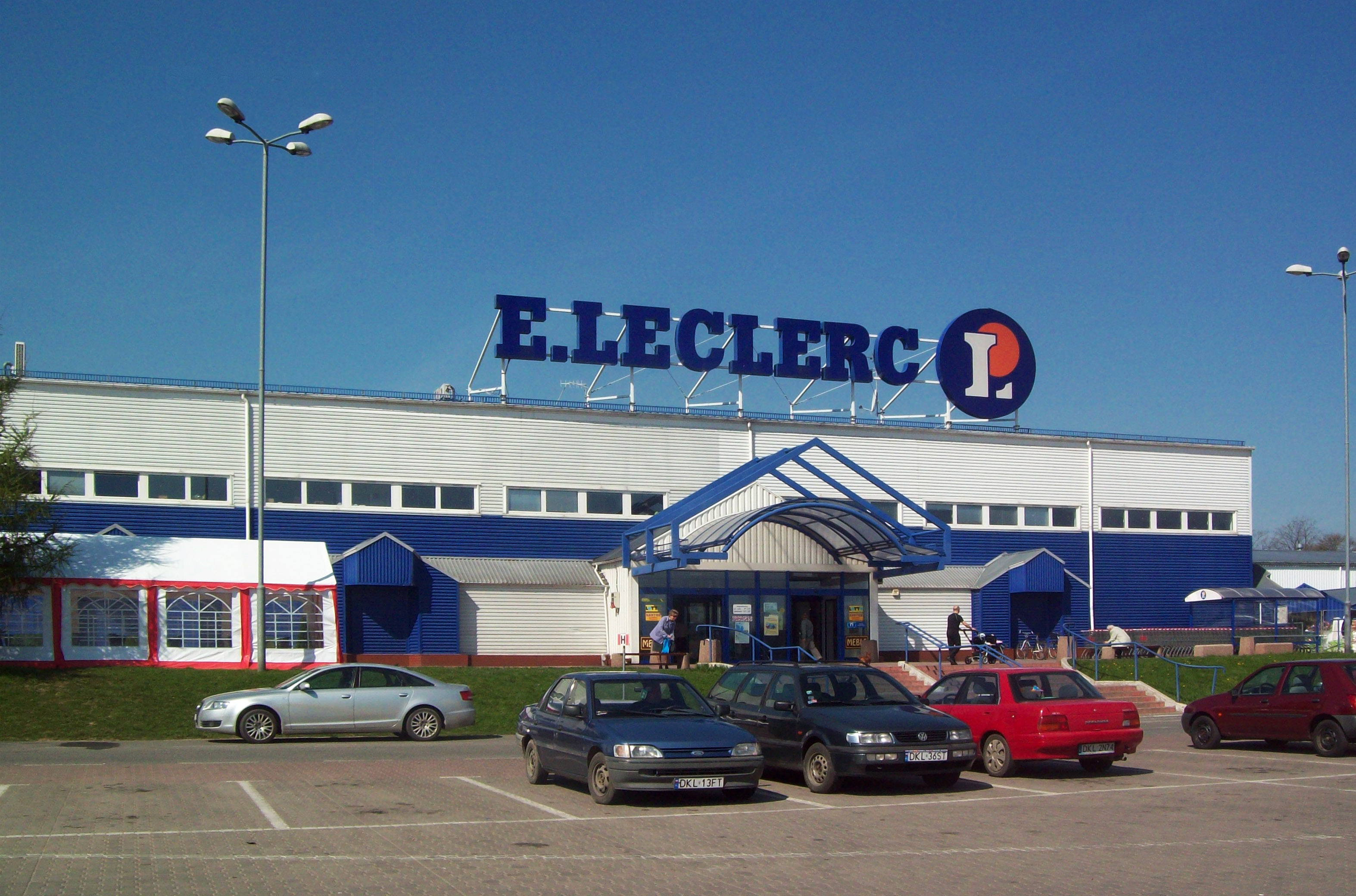
Supermarket E’Leclerc w Kłodzku, w latach 90. XX w. – Hala Targowa „Merkury”, główne miejsce handlu przygranicznego z Czechami

Przemysł na ziemi kłodzkiej został dotknięty przez kryzys w końcu lat 70. XX wieku, który pogłębił się znacznie wraz z transformacją gospodarczą kraju po 1989 r. W jego wyniku zlikwidowano większość tutejszych fabryk i zakładów pracy, które niedoinwestowane w okresie PRL nie mogły sprostać wymogom gospodarki wolnorynkowej. W końcu lat 90. XX wieku całkowitemu załamaniu uległ przemysł wydobywczy, co było efektem zamknięcia deficytowych kopalń w dzielnicy Nowej Rudy – Słupcu, ponadto: włókienniczy, elektromaszynowy i przetwórczy. Likwidacja wielu wielkich zakładów pracy wytworzyła zjawisko masowego zakładania własnej działalności gospodarczej, głównie w dziedzinie handlu, który prowadzony był nie tylko w powstających sklepach, ale także na targowiskach sezonowych, jak i stałych, których obecnie w powiecie kłodzkim jest 16, a zajmują one łączną powierzchnię 30 835 m². Na przełomie XX i XXI wieku ziemia kłodzka jako region przygraniczny była chętnie odwiedzana przez turystów z Czech, którzy przyjeżdżali w te strony na zakupy, co wpłynęło znacznie na rozwój handlu w powiecie. Początek XXI wieku i rozwój turystyki doprowadził do doprowadził dalej do rozbudowy bazy handlowej i gastronomicznej oraz innych usług związanych z branżą turystyczną.
Na terenie powiatu funkcjonuje Wałbrzyska Specjalna Strefa Ekonomiczna „Invest-Park”, założona w 1997 roku, która posiada w tym regionie aż cztery podstrefy w: Kłodzku, Bystrzycy Kłodzkiej, Kudowie-Zdroju i Nowej Rudzie.
Rolnictwo nie odgrywa decydującej roli w powiecie. W 2005 roku 80 823 ha, czyli 49,18% obszaru powiatu zajmowały użytki rolne, z czego najwięcej (57,7%) stanowiły grunty orne.

## Administracja

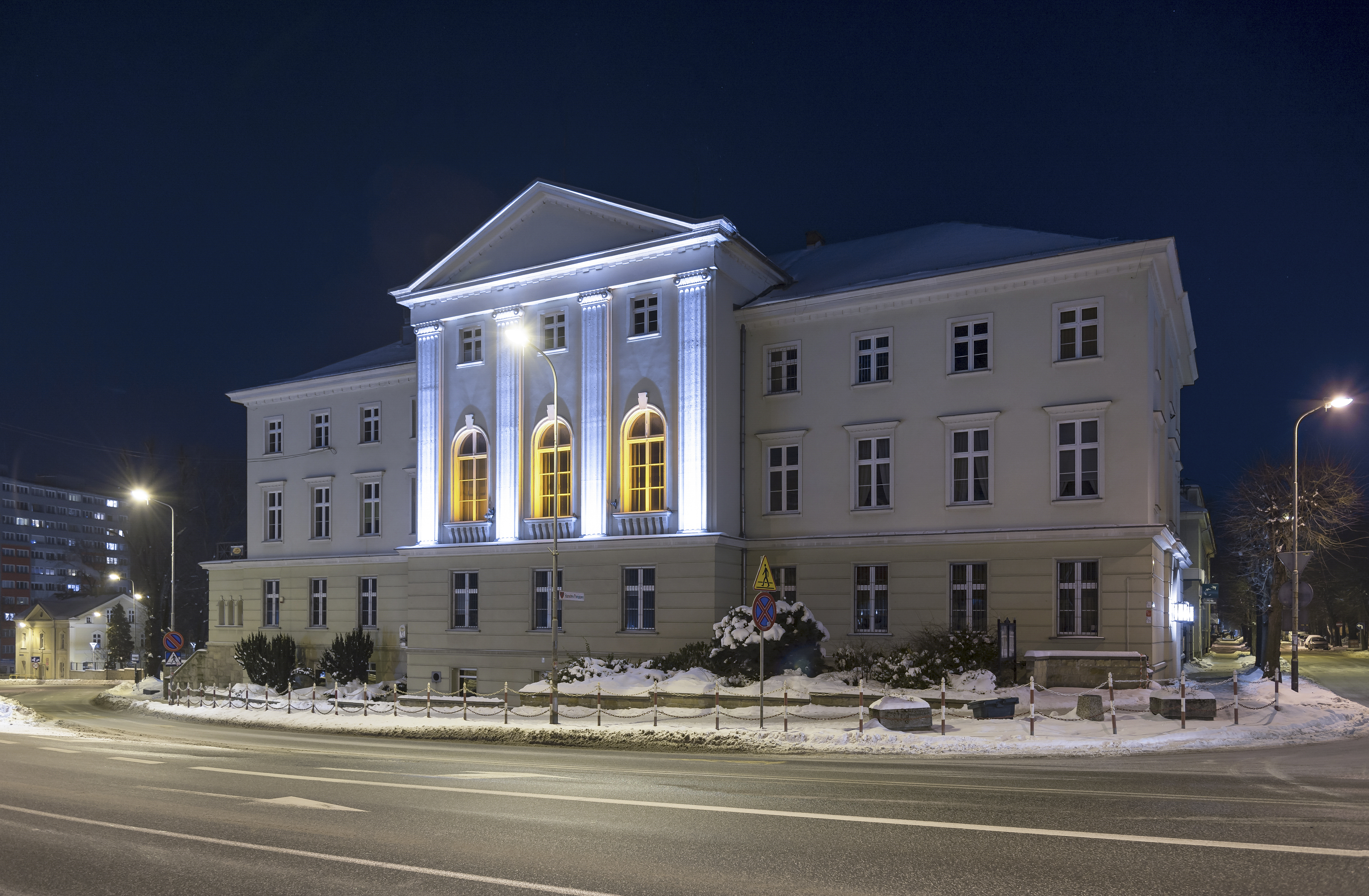
Budynek Starostwa Powiatowego w Kłodzku

Siedzibą władz powiatu jest miasto Kłodzko. Organem uchwałodawczym jest Rada Powiatu Kłodzkiego, w której skład wchodzi 29 radnych. Rada wybiera organ wykonawczy, którym jest Zarząd Powiatu Kłodzkiego składający się z 5 członków. Na czele zarządu stoi Starosta Powiatu Kłodzkiego.
Na terenie powiatu kłodzkiego siedzibę ma szereg instytucji publicznych. Większość z nich w Kłodzku takich jak urząd skarbowy, sąd rejonowy, prokuratura rejonowa, powiatowy urząd pracy, wojskowa komenda uzupełnień. W Kłodzku mieści się także zakład karny.
Jednostkami organizacyjnymi Powiatu Kłodzkiego są: domy dziecka w Kłodzku i w Domaszkowie, placówka opiekuńczo-wychowawcza w Nowej Rudzie; rodzinne domy dziecka w: Gorzanowie, Kątach Bystrzyckich, Krosnowicach i Bartnicy; dom pomocy społecznej w Podzamku, Szczytnej, Ścinawce Dolnej, Bystrzycy Kłodzkiej, Jugowie, Nowej Rudzie; Powiatowe Centrum Doradztwa i Poradnictwa Psychologiczno-Pedagogicznego, Powiatowe Centrum Pomocy Rodzinie, Dom Wczasów Dziecięcych w Dusznikach-Zdroju; szkoły: Regionalna Szkoła Turystyczna w Polanicy-Zdroju, Specjalny Ośrodek Szkolno-Wychowawczy im. Przyjaciół Środowiska w Długopolu-Zdroju; Kłodzka Szkoła Przedsiębiorczości, I Liceum Ogólnokształcące im. B. Chrobrego, Zasadnicza, Szkoła Zawodowa Specjalna, Zespół Szkół Ponadgimnazjalnych nr 1, Zespół Szkół Specjalnych i Zespół Placówek Socjoterapeutycznych w Kłodzku; Zespół Szkół Specjalnych, Zespół Szkół Ponadgimnazjalnych i Liceum Ogólnokształcące w Nowej Rudzie; Zespół Szkół Ogólnokształcących i Zespół Szkół Ponadgimnazjalnych im. prof. Sylwestra Kaliskiego w Bystrzycy Kłodzkiej; Zespół Szkół Ogólnokształcących i Zawodowych w Kudowie-Zdroju, Noworudzka Szkoła Techniczna; Zarząd w Dróg Powiatowych, Powiatowy Urząd Pracy w Kłodzku, Samodzielny Publiczny Zakład Opieki Zdrowotnej. W starostwie działa inspektorat nadzoru budowlanego.

## Polityka
Mieszkańcy powiatu kłodzkiego wybierają parlamentarzystów z okręgów wyborczych z siedzibą komisji w Wałbrzychu, a posłów do Parlamentu Europejskiego z wrocławskiego okręgu wyborczego.
Posłowie posiadający biura poselskie w powiecie to: Izabela Mrzygłocka (PO), Monika Wielichowska (PO), Anna Zalewska (PiS). Biuro senatorskie posiada w nim również Aleksander Szwed (PiS).

### Rada Powiatu Kłodzkiego
Przewodniczący Rady Powiatu Kłodzkiego
- 1998–2002: Julian Golak
- 2002–2003: Jerzy Dziewiecki
- 2003–2006: Marek Szpanier
- 2006–2018: Dariusz Kłonowski
- od 2018: Zbigniew Łopusiewicz

| Gminy                                                             | Liczba radnych | Liczba wyborców w 2018 |
| ----------------------------------------------------------------- | -------------- | ---------------------- |
| Kłodzko                                                           | 4              | 22 020                 |
| gmina Bystrzyca Kłodzka, gmina Międzylesie                        | 4              | 21 401                 |
| gmina Nowa Ruda, gmina Radków                                     | 4              | 16 853                 |
| Nowa Ruda                                                         | 4              | 18 465                 |
| gmina Kłodzko, Polanica-Zdrój                                     | 4              | 19 173                 |
| Kudowa-Zdrój, gmina Lewin Kłodzki, Duszniki-Zdrój, gmina Szczytna | 4              | 19 412                 |
| gmina Lądek-Zdrój, gmina Stronie Śląskie                          | 3              | 12 964                 |
| Razem (Σ)                                                         | 27             | 130 288                |

### Starostowie kłodzcy
Na podstawie źródła: 
- Dariusz Mikosa (10 listopada 1998 – 21 listopada 2002)
- Adam Łącki (21 listopada 2002 – 27 listopada 2006)
- Monika Wielichowska (26 listopada 2006 – 30 października 2007)
- Krzysztof Baldy (30 października 2007 – 2 grudnia 2010)
- Maciej Awiżeń (2 grudnia 2010 – 21 grudnia 2023)[84]
- Małgorzata Jędrzejewska-Skrzypczyk (od 31 stycznia 2024)[85]

## Oświata

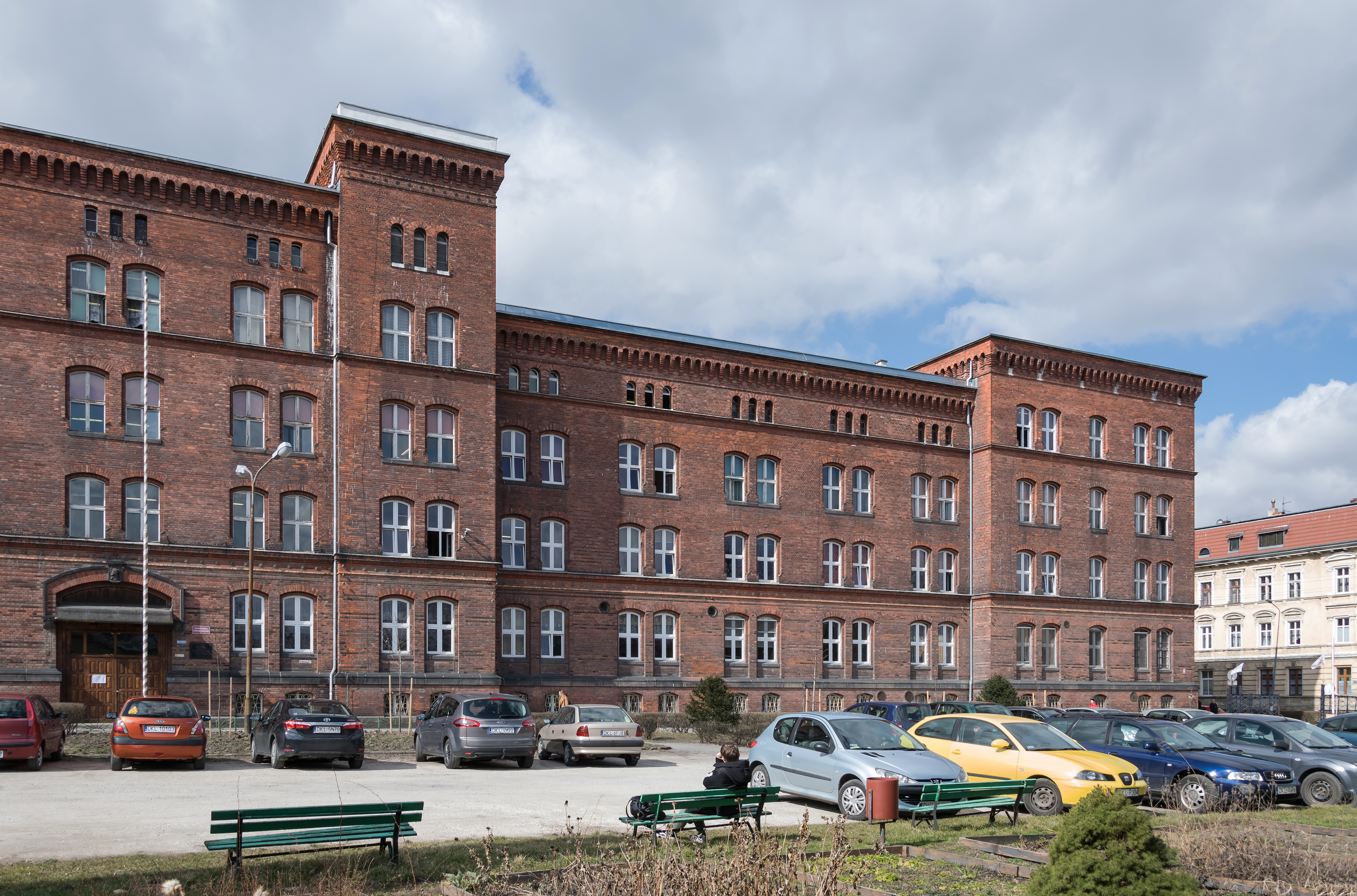
Kłodzka Szkoła Przedsiębiorczości, największa szkoła w powiecie

W 2008 roku w powiecie kłodzkim do 8 techników uczęszczało 2146 uczniów, w 14 liceach ogólnokształcących było 2551 uczniów, w 6 zasadniczych szkołach zawodowych 737 uczniów.
Jednostki oświatowe podlegające pod starostwo powiatowe w Kłodzku:
- I Liceum Ogólnokształcące im. Bolesława Chrobrego w Kłodzku.
- Kłodzka Szkoła Przedsiębiorczości, w skład której wchodzą: Zasadnicza Szkoła Zawodowa, Technikum: Informatyczne, Hotelarskie, Ekonomiczne, Mechaniczne, Obsługi Turystycznej, Żywienia i Gospodarstwa Domowego, Ochrony Środowiska, Handlowe.
- Zespół Szkół Technicznych w Kłodzku (wcześniej Zespół Szkół Ponadgimnazjalnych im. prof. Żenczykowskiego w Kłodzku), w skład którego wchodzą: Liceum Ogólnokształcące, Zasadnicza Szkoła Zawodowa, Technikum: Budownictwa, Logistyczne i Ochrony Środowiska.
- Zespół Szkół Ponadgimnazjalnych w Stroniu Śląskim, w skład którego wchodzą: Zasadnicza Szkoła Zawodowa i Technikum: Hotelarstwa, Żywienia i Gospodarstwa Domowego oraz Logistyczne.

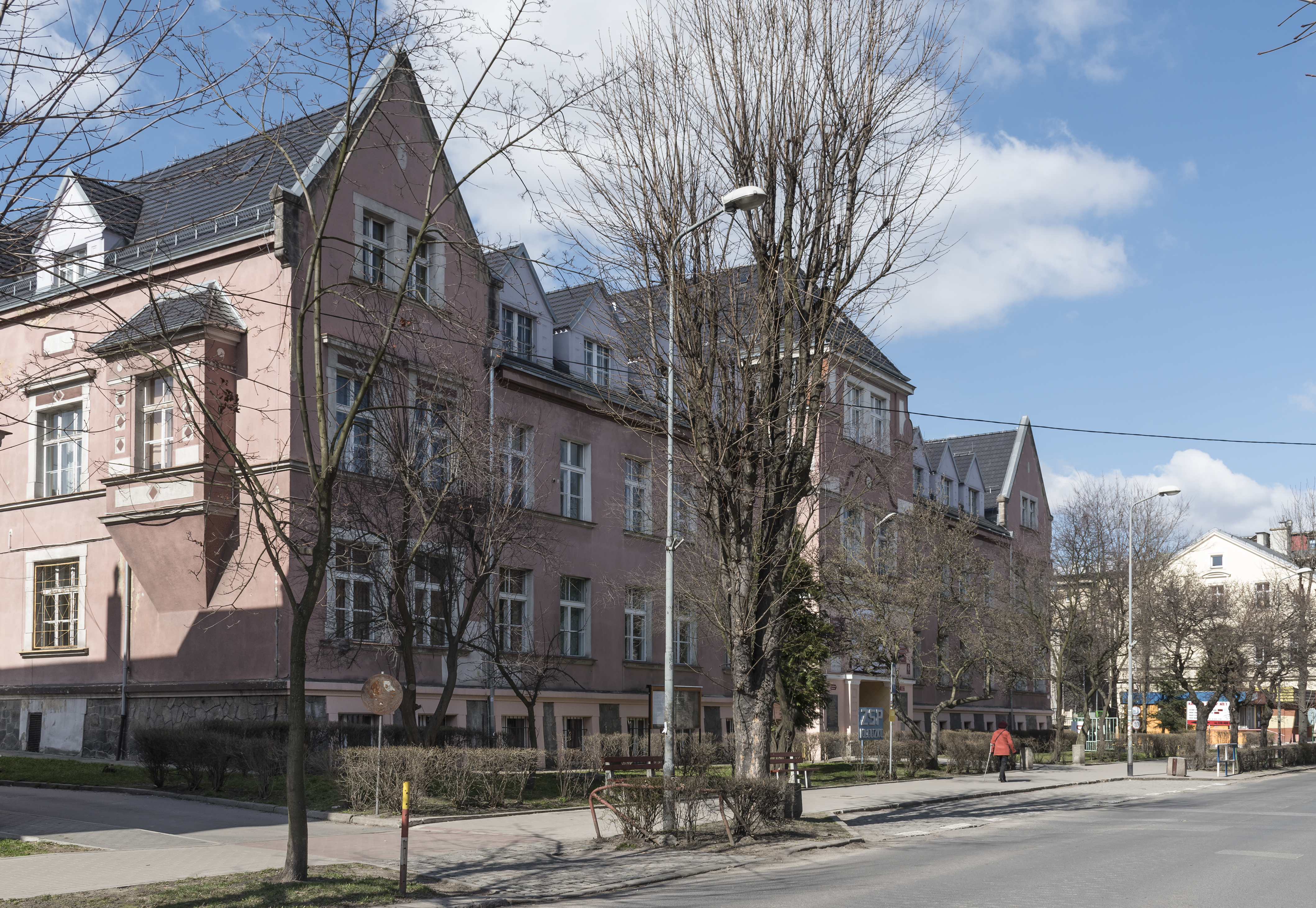
Zespół Szkół Ponadgimnazjalnych nr 1 w Kłodzku

- Zespół Szkół Ogólnokształcących i Zawodowych w Kudowie-Zdroju, w skład szkoły wchodzą: Liceum Ogólnokształcące, Zasadnicza Szkoła Zawodowa i Technikum: Ochrony Środowiska, Organizacji Usług Gastronomicznych i Ochrony Środowiska.
- Liceum Ogólnokształcące im. Henryka Sienkiewicza w Nowej Rudzie
- Zespół Szkół Ponadgimnazjalnych w Nowej Rudzie, w skład szkoły wchodzą: Zasadnicza Szkoła Zawodowa i Technikum: Pojazdów Samochodowych, Hotelarstwa, Informatyczne i Poligraficzne.
- Liceum Ogólnokształcące im. Powstańców Śląskich w Bystrzycy Kłodzkiej
- Zespół Szkół Ponadgimnazjalych im. prof. Sylwestra Kaliskiego w Bystrzycy Kłodzkiej, w skład szkoły wchodzą: Zasadnicza Szkoła Zawodowa, Liceum Profilowane i Technikum Ekonomiczne.
- Regionalna Szkoła Turystyczna w Polanicy-Zdroju, w jej skład wchodzą: Technikum Hotelarstwa, Organizacji Usług Gastronomicznych i Obsługi Turystycznej.
- Zasadnicza Szkoła Zawodowa Specjalna w Kłodzku
- Specjalny Ośrodek Szkolno-Wychowawczy im. Przyjaciół Środowiska w Długopolu-Zdroju, przy którym działa szkoła podstawowa i gimnazjum.

## Kultura

### Instytucje kultury

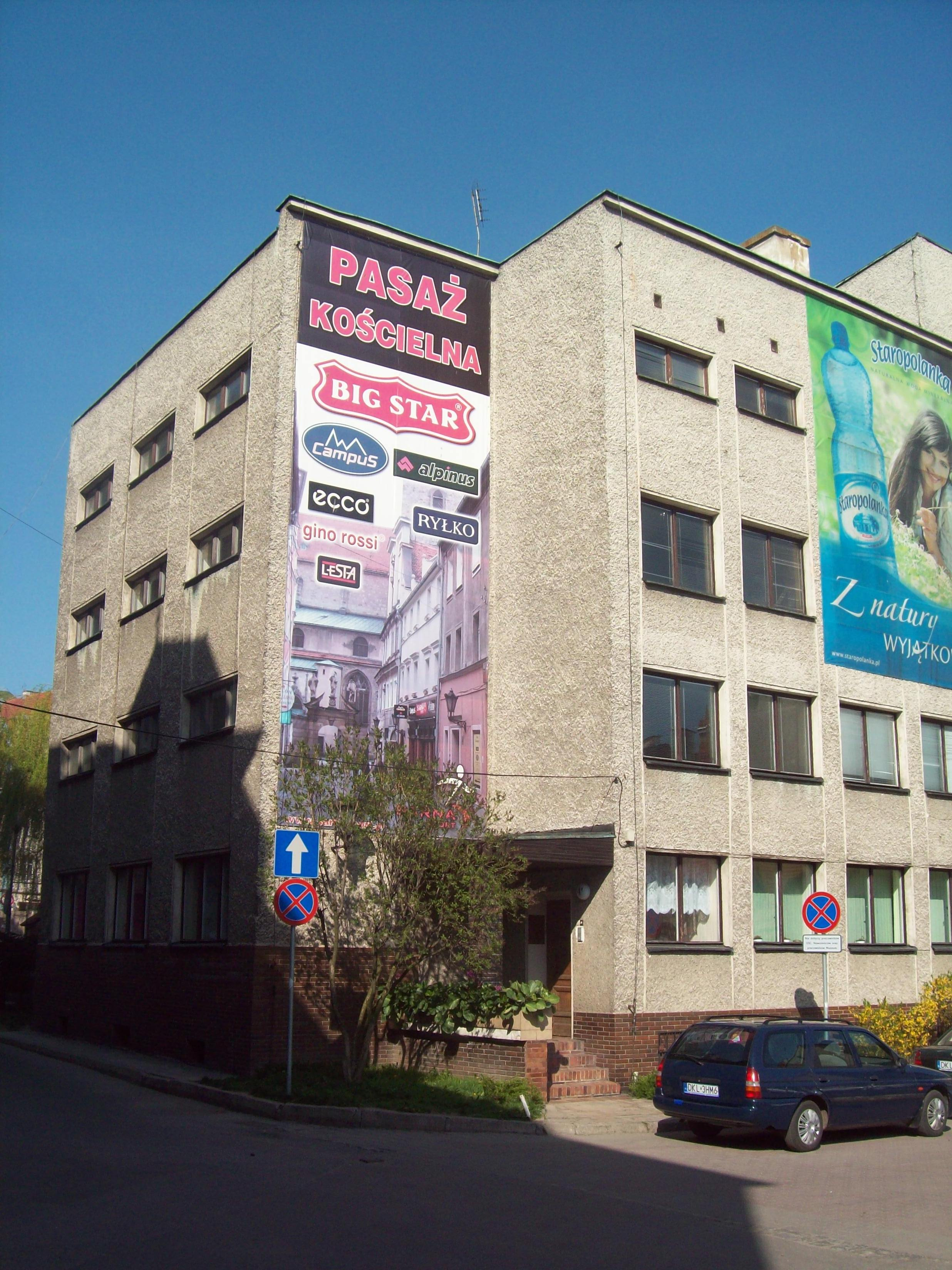
Nowa część Muzeum Ziemi Kłodzkiej

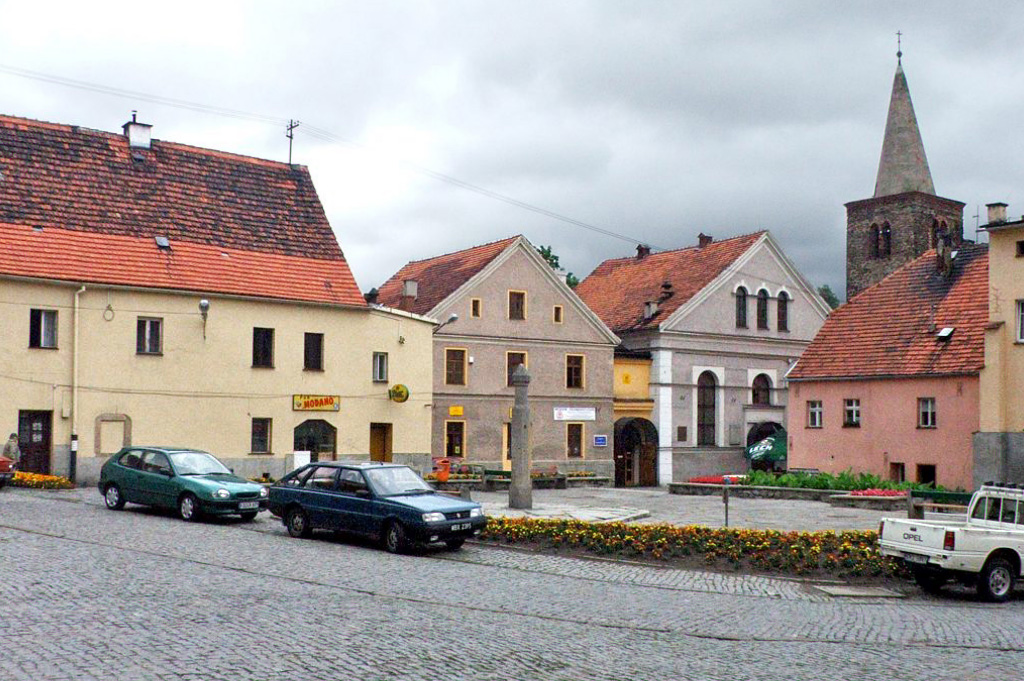
Siedziba Muzeum Filumenistycznego w Bystrzycy Kłodzkiej na Małym Rynku

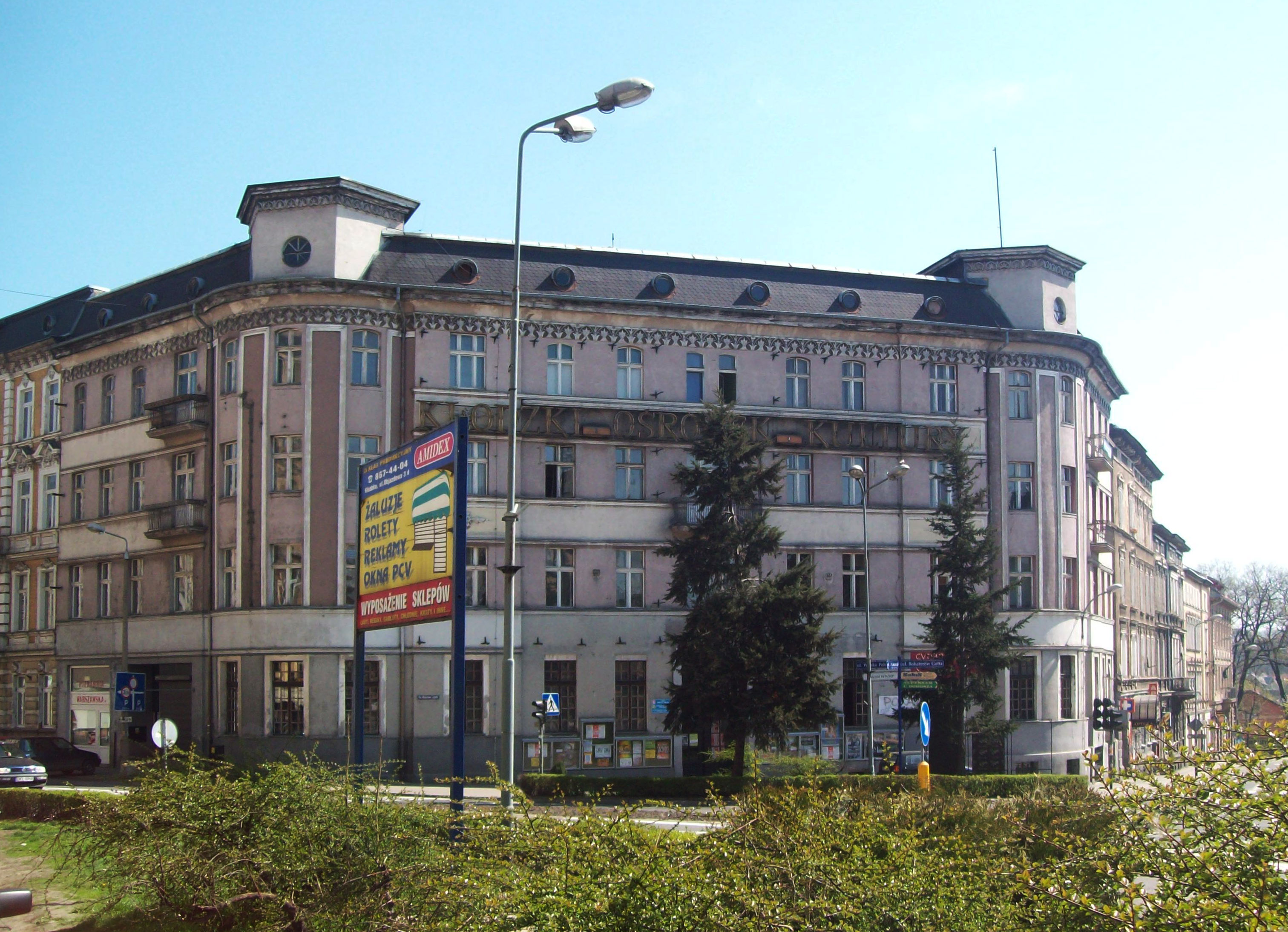
Siedziba Kłodzkiego Centrum Kultury, Sportu i Rekreacji

Na terenie powiatu kłodzkiego jest 14 placówek bibliotecznych, w tym Powiatowa i Miejska Biblioteka Publiczna w Kłodzku. Działa także dziesięć muzeów, prowadzących działalność kulturalno-naukowo-dydaktyczną, w tym:
- Muzeum Ziemi Kłodzkiej w Kłodzku
- Muzeum Papiernictwa w Dusznikach-Zdroju
- Muzeum Filumenistyczne w Bystrzycy Kłodzkiej
- Muzeum Kultury Ludowej Pogranicza Sudeckiego w Kudowie-Zdroju
- Muzeum Zabawek „Bajka” w Kudowie-Zdroju
- Muzeum Żaby w Kudowie-Zdroju
- Etnograficzne Muzeum Misyjne w Polanicy-Zdroju
- Muzeum Minerałów w Stroniu Śląskim
- Muzeum Josepha Wittiga w Nowej Rudzie
- Muzeum Górnictwa Podziemnego w Nowej Rudzie
- Muzeum Ziemi w Kletnie (geologiczne)

Ponadto w każdej gminie działają ośrodki kultury koordynują wiele ważnych wydarzeń w regionie.

### Wydarzenia kulturalne
- Międzynarodowy Festiwal Chopinowski w Dusznikach-Zdroju
- Festiwal Moniuszkowski w Kudowie-Zdroju
- Międzynarodowy Festiwal Tańca – Lato Baletowe w Lądku-Zdroju
- Międzynarodowy Festiwal „Zderzenie” w Kłodzku
- Noworudzki Filmowy Zawrót Głowy
- Festiwal „Gitariada” w Kłodzku
- Międzynarodowy Festiwal Filmów Amatorskich POL-8 w Polanicy-Zdroju
- Przegląd Filmów Górskich im. A. Zawady w Lądku-Zdroju
- Międzynarodowy Folk Festiwal „Tęcza Polska” w Polanicy-Zdroju
- Międzynarodowy Festiwal Folklorystyczny w Nowej Rudzie
- Międzynarodowe Koncerty Muzyki Organowej i Kameralnej w Kłodzku
- Lato Jaskiniowców w Kletnie
- Międzynarodowy Festiwal Muzyki Uzdrowiskowej „Muzyka Świata” w Polanicy-Zdroju
- Międzynarodowy Przegląd Młodzieżowych Teatrów Ulicznych „Bystrzak” w Bystrzycy Kłodzkiej
- Międzynarodowy Festiwal Muzyki Barokowej w Kłodzku
- Międzynarodowy Festiwal Sztuk „Zdroje Kultury” w Polanicy-Zdroju
- Święto Papieru w Dusznikach-Zdroju
- Prezentacje Kultury Ludowej Ziem Pogranicza „Róża Kłodzka” w Pstrążnej
- Dni Twierdzy Kłodzkiej
- Festiwal im. Ignaza Reimanna

Od kilku lat odbywa się konkurs „Kłodzka Róża”, który stanowi wyróżnienie dla osób i instytucji o najkorzystniejszym i najbardziej pożądanym wizerunku gospodarczym, społecznym oraz kulturalnym powiatu kłodzkiego. Statuetka przyznawana jest w siedmiu kategoriach.

### Media
Na terenie powiatu wydawanych jest kilka gazet o zasięgu lokalnym. Poza ogólnokrajowymi stacjami od 2009 roku nadaje także regionalna stacja radiowa RMF Maxxx, która ma swoje studio w Wałbrzychu. Działają tu lokalne Telewizja Kłodzka i Telewizja Sudecka. Na terenie powiatu działa także lokalny portal informacyjny KlodzkieInfo.pl.

## Wspólnoty wyznaniowe

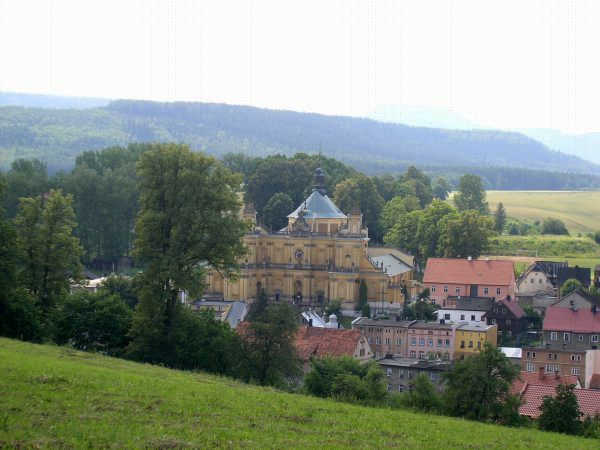
Sanktuarium maryjne w Wambierzycach

### Chrześcijaństwo
Największą i najliczniejszą wspólnotę wyznaniową w powiecie kłodzkim stanowi Kościół katolicki. Teren powiatu wchodzi w skład diecezji świdnickiej, która posiada na tym obszarze 61 parafii, zgrupowanych w dekanatach: kłodzkim, noworudzko-słupeckim, noworudzkim, bystrzyckim, kudowskim, lądeckim, polanickim, międzyleskim i głuszyckim (parafia w Świerkach).
Dużą popularnością wśród wiernych cieszą się sanktuaria maryjne w Wambierzycach, Górze Iglicznej i Starym Wielisławiu.
Licznie reprezentowane są wyznania protestanckie. W Kłodzku znajduje się parafia Kościoła Ewangelicko-Augsburskiego, która posiada na terenie powiatu jedną filię w Kudowie-Zdroju. W stolicy powiatu swoją działalność duszpasterską prowadzi także Kościół Chrześcijan Baptystów. W Kudowie-Zdroju mieści się zbór Kościoła Zielonoświątkowego w RP, wchodzący w skład okręgu zachodniego tego Kościoła.
Na terenie powiatu znajduje się też 10 zborów Świadków Jehowy: Kłodzko-Wschód, Kłodzko-Zachód, Kudowa-Zdrój, Bystrzyca Kłodzka, Lądek-Zdrój, Nowa Ruda-Centrum, Nowa Ruda-Słupiec, Polanica-Zdrój, Stronie Śląskie i Szczytna-Duszniki.

### Buddyzm
Obok chrześcijaństwa, w powiecie kłodzkim istnieją również dwa miejsca związane z buddyzmem. W Darnkowie mieści się Gompa Drophan Ling, a obok Nagodzic oraz Różanki – ośrodek odosobnieniowy.

### Cmentarze
Każda gmina posiada cmentarz komunalny. Poza tym w większych miejscowościach działają cmentarze przykościelne.

## Komunikacja

### Komunikacja kolejowa

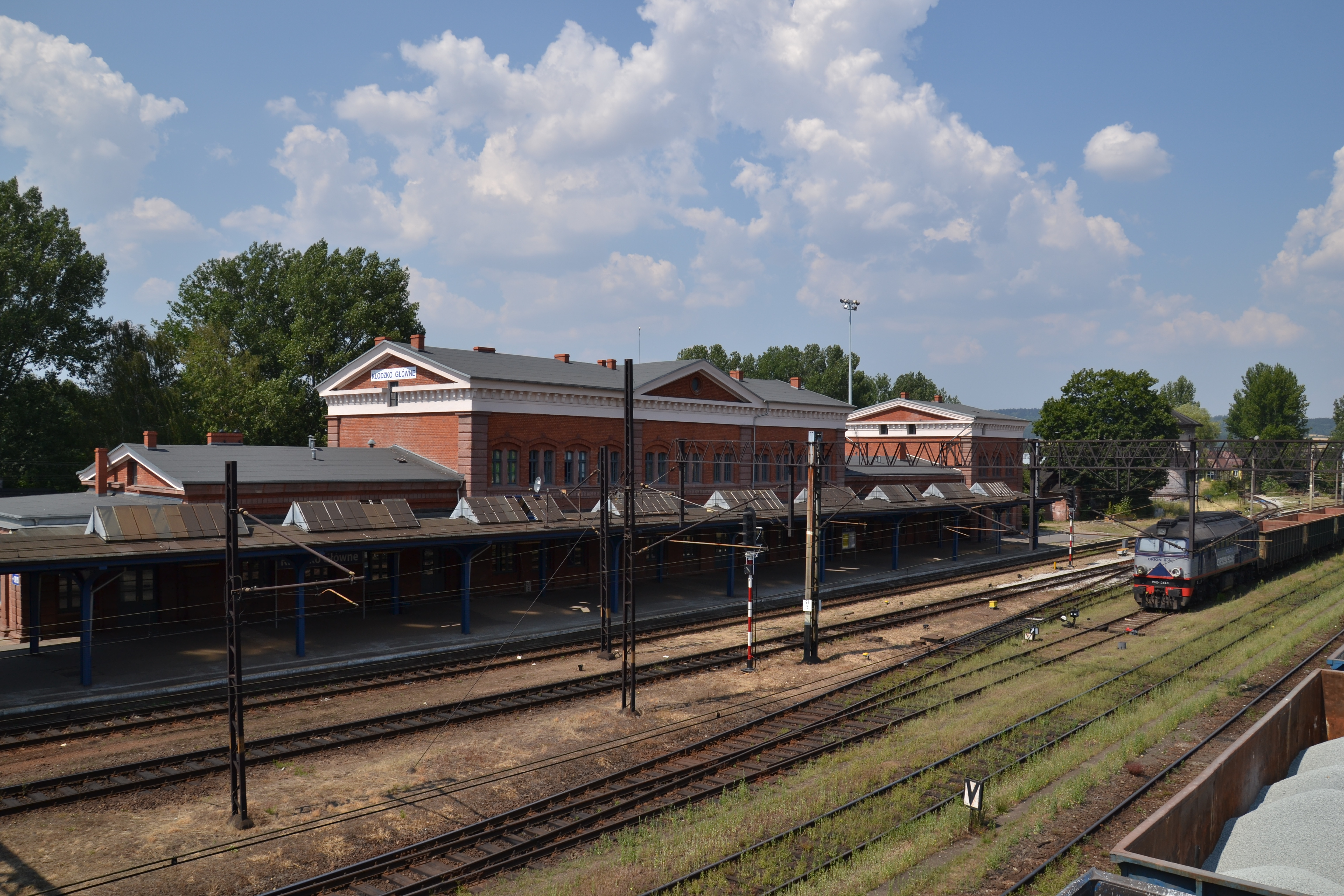
Kłodzko Główne – największa stacja i węzeł kolejowy w regionie

Przez powiat kłodzki przechodzą obecnie cztery linie kolejowe. Najważniejszą magistralę kolejową stanowi linia kolejowa nr 276 z Międzylesia do Wrocławia Głównego. Dziennie przejeżdża nią kilkanaście pociągów osobowych należących do Przewozów Regionalnych i Kolei Dolnośląskich (szynobusy) oraz składów towarowych. Łączy ona główne miejscowości powiatu ze stolicą województwa, którym jest Wrocław. Ponadto prowadzi ona do granicy państwa. Trasa obejmuje następujące stacje i przystanki kolejowe na terenie powiatu: Międzylesie → Roztoki Bystrzyckie → Domaszków → Długopole-Zdrój → Bystrzyca Kłodzka Przedmieście → Bystrzyca Kłodzka → Gorzanów → Krosnowice Kłodzkie → Kłodzko Miasto → Kłodzko Główne → Ławica. Linia powstała w latach 1874–1875 i jest w pełni zelektryfikowana od 1993 roku.

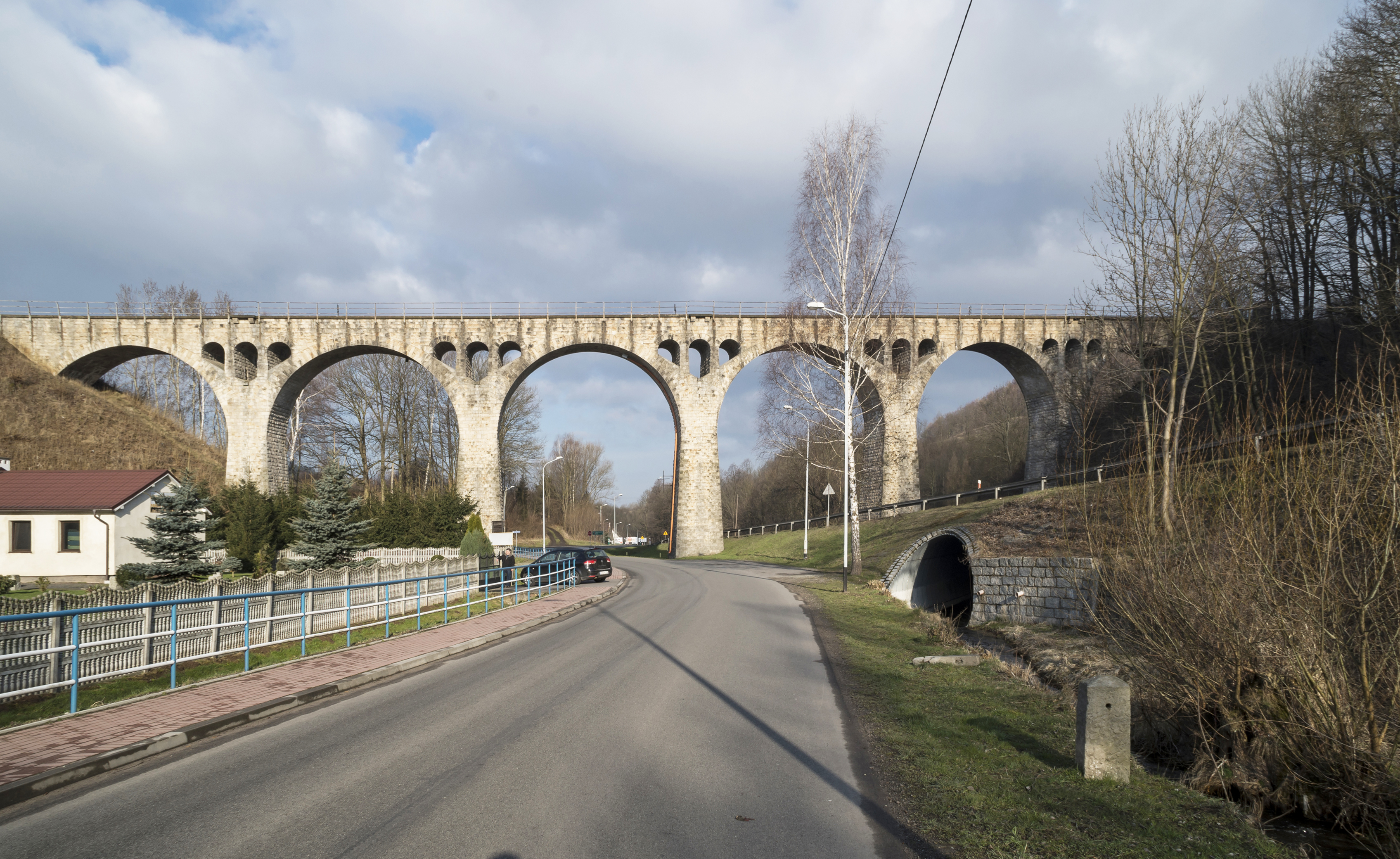
Wiadukt kolejowy w Lewinie Kłodzkim

Drugą pod względem znaczenia trasą kolejową w powiecie jest linia kolejowa nr 309 z Kłodzka Nowego (p.odg.) do Kudowy-Zdroju. Jest to linia jednotorowa, niezelektryfikowana. Powstała w latach 1886–1905. Znajdują się na niej następujące stacje i przystanki osobowe takie jak: Kłodzko Główne → Kłodzko Miasto → Kłodzko Książek → Kłodzko Zagórze → Stary Wielisław → Polanica-Zdrój → Szczytna → Duszniki-Zdrój → Kulin Kłodzki → Lewin Kłodzki → Kudowa Zdrój. Od 15 marca 2010 roku pociągi przestały kursować, z uwagi na zbyt niską prędkość szlakową (20 km/h). Zastąpiono je komunikacją autobusową, która została zawieszona 9 grudnia 2012 r. Po remoncie, od grudnia 2013 roku linia ponownie obsługiwana jest przez pociągi Kolei Dolnośląskich.
Trzecią czynną obecnie linią kolejową jest trasa nr 286 wiodąca z Kłodzka do Wałbrzycha, którą obecnie obsługują wyłącznie szynobusy Kolei Dolnośląskich. Podobnie jak poprzednia jest jednotorowa i niezelektryfikowana. Zbudowano ją w latach 1879–1880. Na jej trasie znajdują się przystanki i stacje kolejowe takie jak: Kłodzko Główne → Bierkowice → Gorzuchów Kłodzki → Ścinawka Średnia → Nowa Ruda → Nowa Ruda Przedmieście → Zdrojowisko → Ludwikowice Kłodzkie → Świerki Dolne → Bartnica.
Nieczynne pozostają linie kolejowe:
- ze Ścinawki Średniej do Tłumaczowa i granicy państwa – ruch pasażerski zawieszono na niej w 1946 roku,
- nr 322 z Krosnowic Kłodzkich do Stronia Śląskiego – zamknięta w 2004 roku[108].

### Transport drogowy

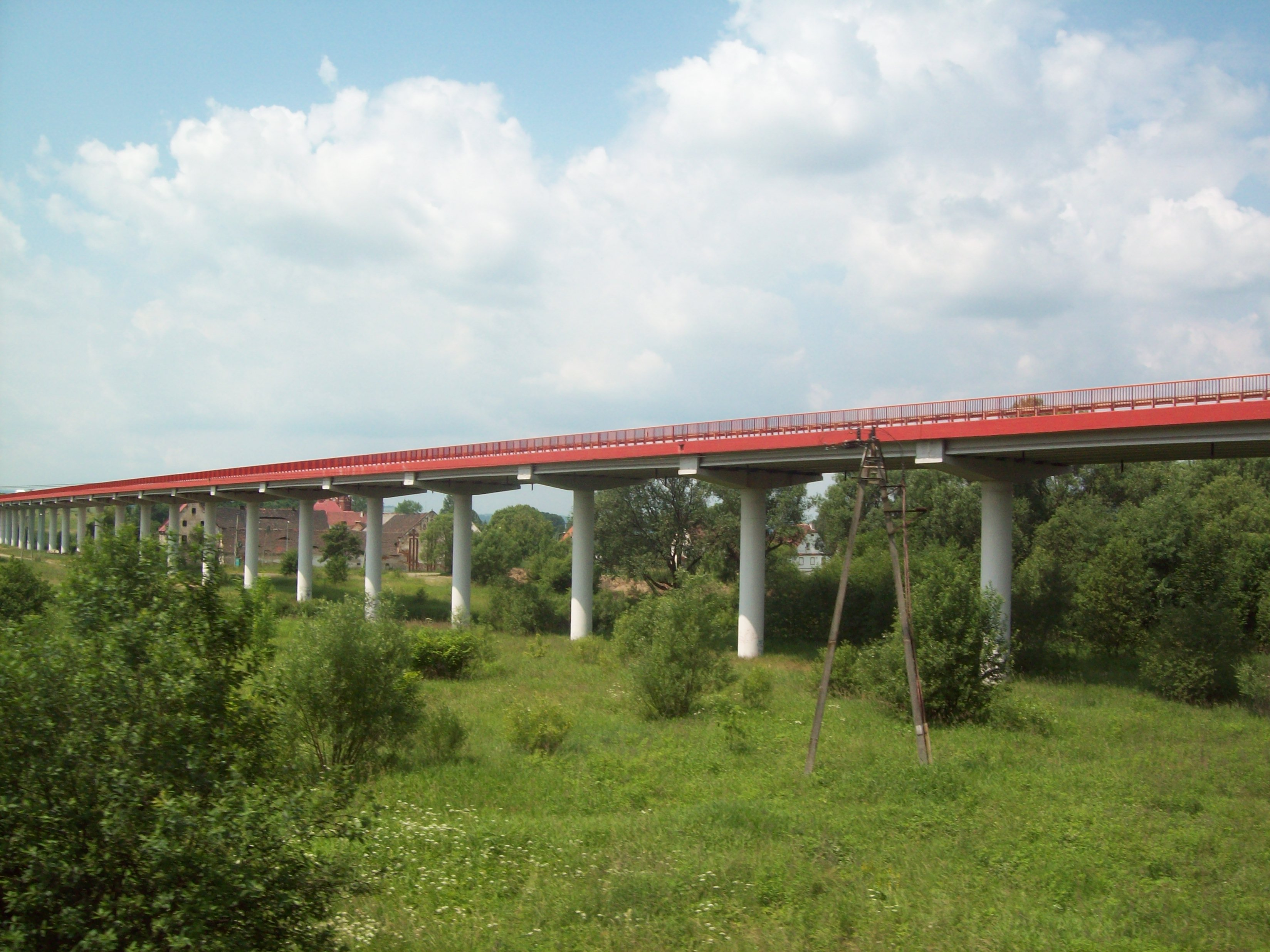
Estakada Doliny Nysy Kłodzkiej, przez którą prowadzi droga krajowa nr 8

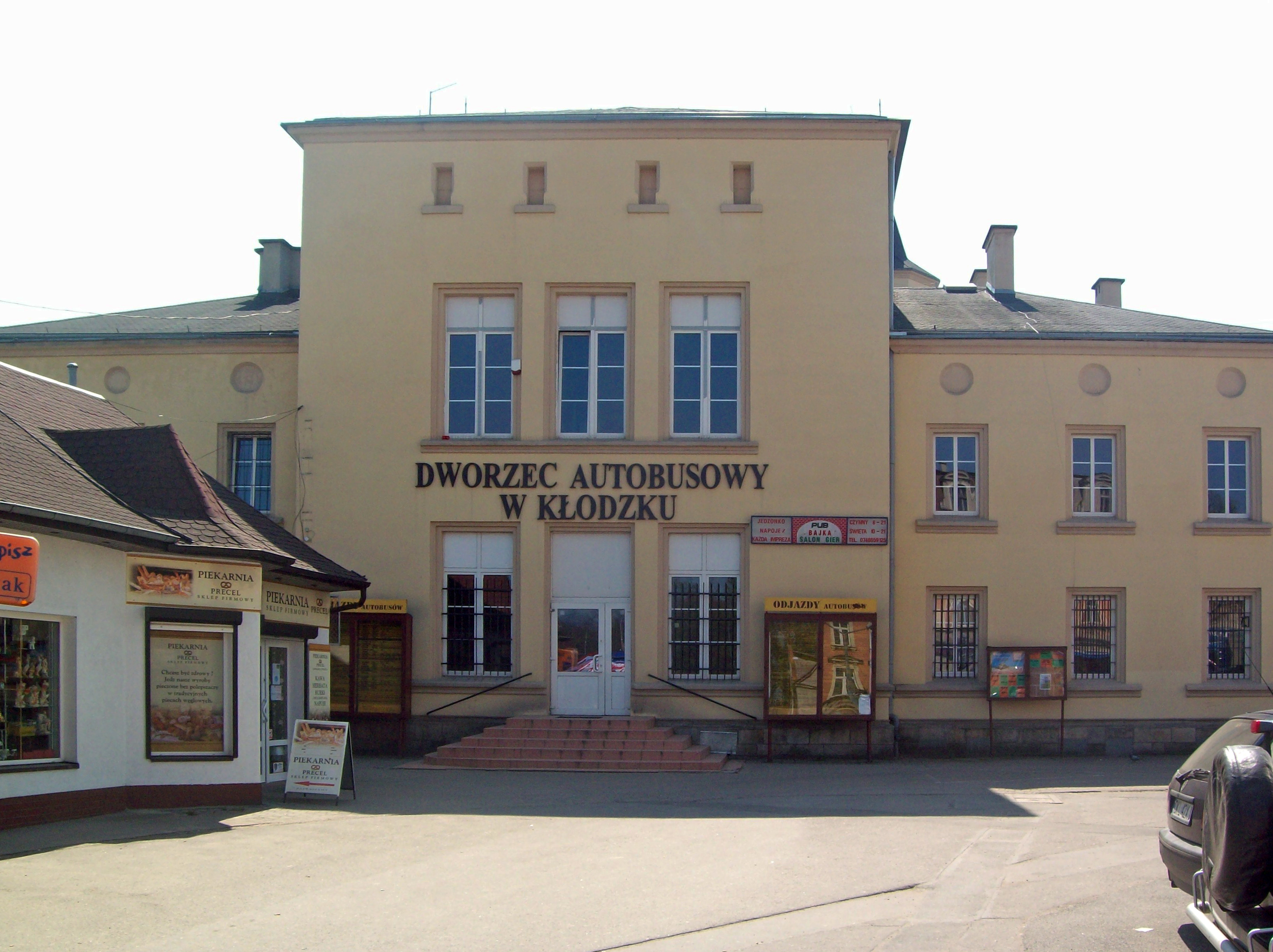
Kłodzki Dworzec Autobusowy – największy dworzec autobusowy w powiecie

Główny ruch pojazdów na terenie powiatu skupia się na drodze krajowej nr 8 będącej częścią trasy europejskiej E67 (Kudowa-Słone → Wrocław → Piotrków Trybunalski → Warszawa → Białystok → Budzisko). Przechodzi ona przez zachodnią część powiatu kłodzkiego, w tym takie miejscowości uzdrowiskowe jak: Kudowa-Zdrój, Duszniki-Zdrój, Polanica-Zdrój oraz stolicę powiatu – Kłodzko przez które biegnie tzw. Estakadą Doliny Nysy Kłodzkiej. Łączy się ona na Jurandowie z drogą krajową nr 46 prowadzącą do Szczekocin. W Kłodzku, będącym ważnym węzłem drogowym bierze swój początek jeszcze jedna droga krajowa, której trasa wiedzie na z północy na południe ziemi kłodzkiej i stanowi najważniejszą arterię komunikacyjną regionu. Przechodzi ona przez takie miasta jak: Bystrzyca Kłodzka i Międzylesie do granicy państwa w Boboszowie.
Przez teren powiatu przechodzi także kilka dróg wojewódzkich:
- droga wojewódzka nr 381: Wałbrzych – Nowa Ruda – Kłodzko
- droga wojewódzka nr 384: Wolibórz – Łagiewniki (powiat dzierżoniowski)
- droga wojewódzka nr 385: granica państwa – Tłumaczów – Wolibórz – Jaczowice (województwo opolskie)
- droga wojewódzka nr 386: Ścinawka Średnia – Gorzuchów
- droga wojewódzka nr 387: Ścinawka Górna – Kudowa-Zdrój
- droga wojewódzka nr 388: Ratno Dolne – Polanica-Zdrój – Bystrzyca Kłodzka
- droga wojewódzka nr 389: Duszniki-Zdrój – Międzylesie
- droga wojewódzka nr 390: Kamieniec Ząbkowicki – Złoty Stok (obie miejscowości w powiecie ząbkowickim) – Lądek-Zdrój
- droga wojewódzka nr 392: Żelazno – Lądek-Zdrój – Stronie Śląskie – Bystrzyca Kłodzka

Na terenie powiatu znajduje się siedziba Rejonu Dróg Wojewódzkich Kłodzko, który opiekuje się wszystkimi drogami wojewódzkimi.
Komunikację autobusową zapewnia regionalny przewoźnik: PKS Kłodzko, który posiada dwa oddziały w Bystrzycy Kłodzkiej i Nowej Rudzie. Obsługuje on połączenia autobusowe na terenie powiatu oraz z największymi miastami województwa i kraju. Zarządza ponadto dwoma dworcami autobusowymi, które znajdują się w Kłodzku i Bystrzycy Kłodzkiej. W pozostałych miastach znajdują się stanowiska dla autobusów położone w ich centrach.

### Komunikacja lotnicza
Na terenie powiatu zlokalizowane jest lotnisko polowe w Bystrzycy Kłodzkiej, powstałe po zakończeniu II wojny światowej. Wykorzystywane jest ono głównie dla ratownictwa medycznego. Odbywają się na nim coroczne pokazy skoków spadochronowych. Okazjonalnie służy również jako lotnisko szybowcowe, jak również do przelotów krajobrazowych nad Kotliną Kłodzką, głównie w okresie letnim. W Kłodzku przy szpitalu powiatowym mieści się lądowisko dla helikopterów.
Najbliższy port lotniczy – Port lotniczy Wrocław-Strachowice im. Mikołaja Kopernika znajduje się 94 km od stolicy powiatu we Wrocławiu i jest w pełni przystosowanym lotniskiem do obsługi cywilnego ruchu pasażerskiego i towarowego.

## Bezpieczeństwo

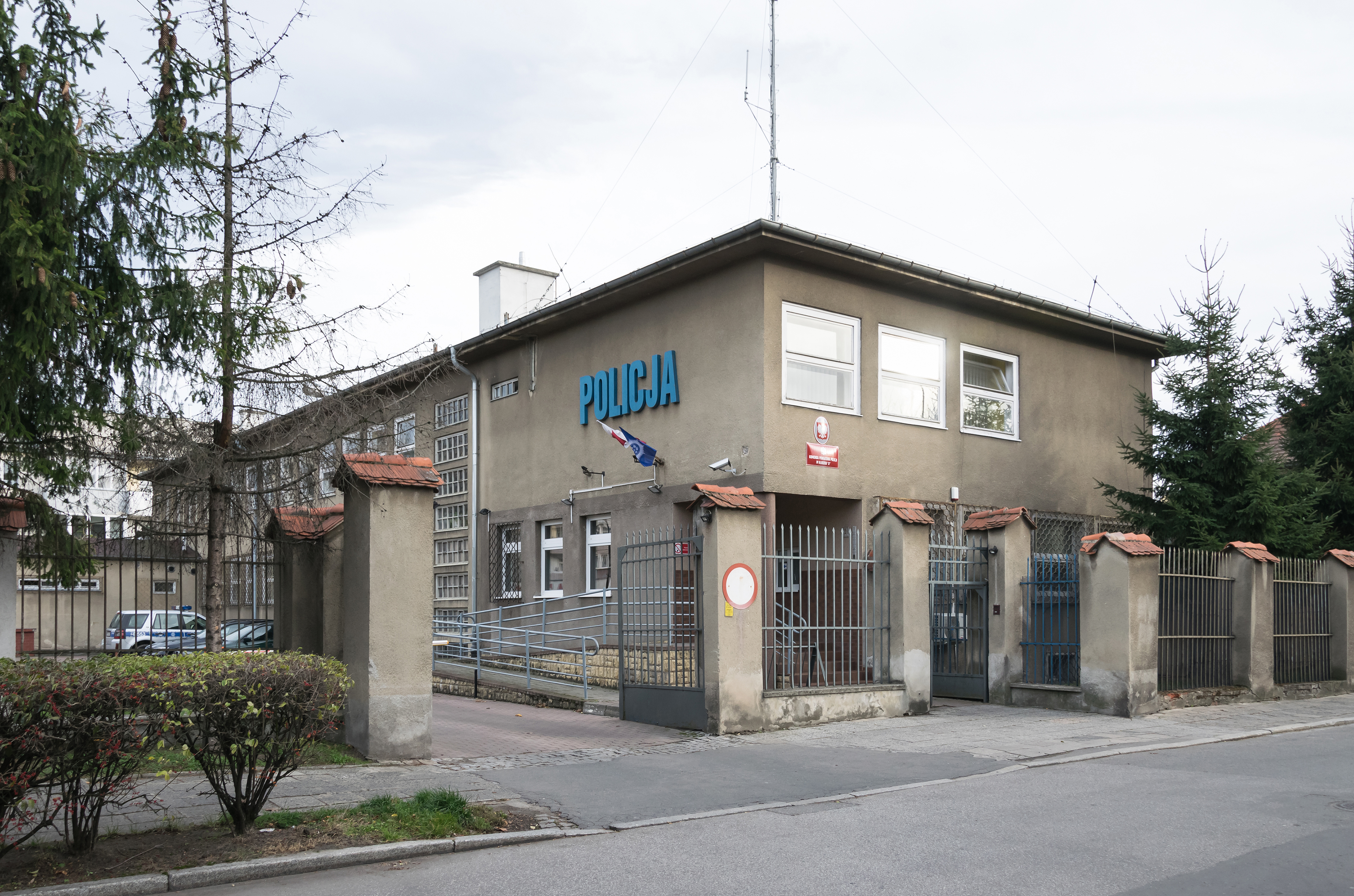
Komenda Powiatowa Policji w Kłodzku

Za porządek publiczny i bezpieczeństwo odpowiadają: komenda powiatowa policji w Kłodzku, komisariaty w Lądku-Zdroju, Kudowie-Zdroju, Polanicy-Zdroju, Bystrzycy Kłodzkiej i Nowej Rudzie, a także 4 posterunki(Duszniki-Zdrój, Stronie Śląskie, Międzylesie, Radków) oraz rewir dzielnicowych w Szczytnej. W Kłodzku działa prokuratura rejonowa.

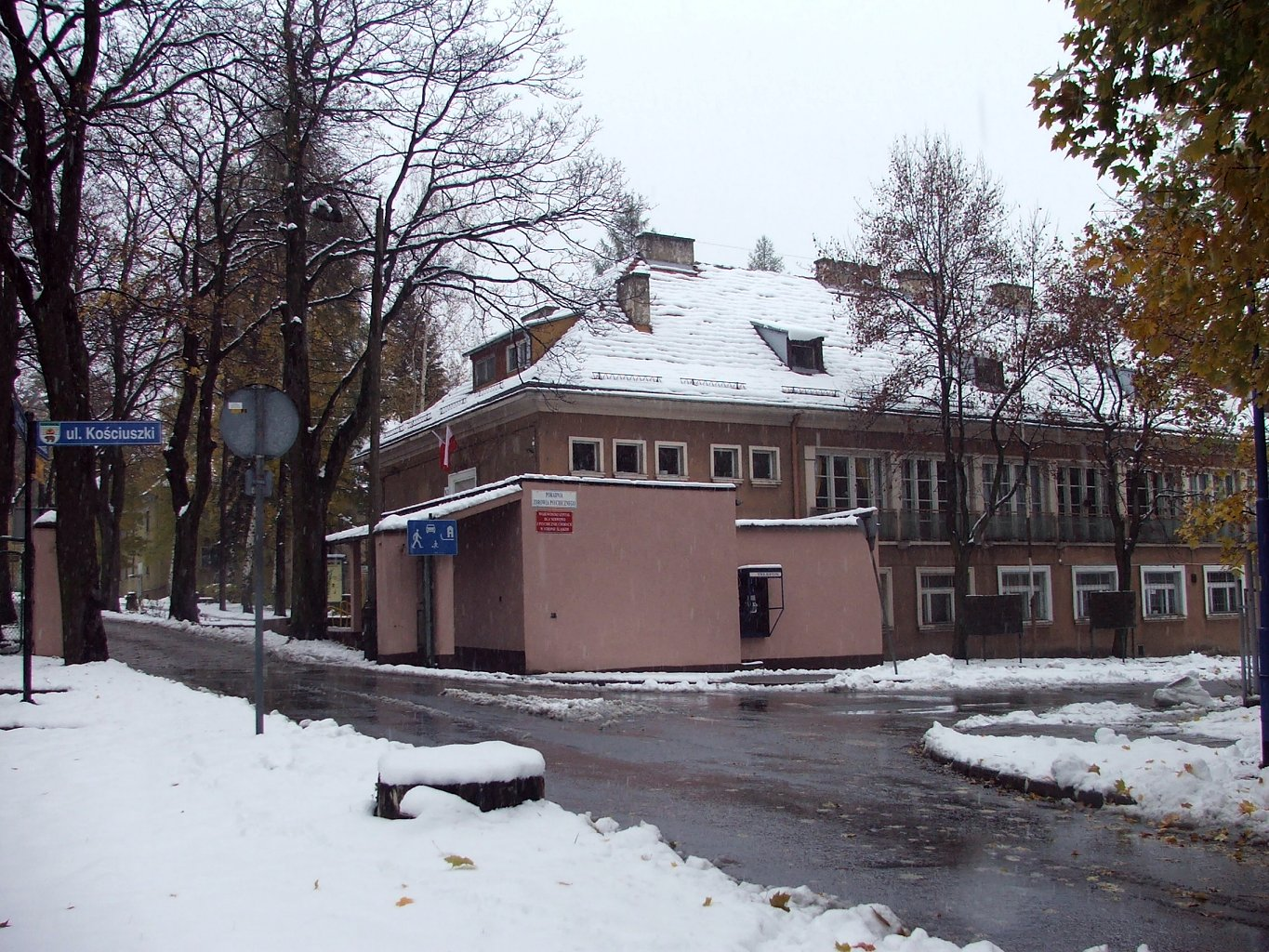
Wojewódzki Szpital Psychiatryczny w Stroniu Śląskim

Placówki Pogotowia Ratunkowego zlokalizowane są w Kłodzku, Bystrzycy Kłodzkiej, Nowej Rudzie, Dusznikach-Zdroju, Lądku-Zdroju i Kudowie-Zdroju. W zakresie zapobiegania powstawaniu chorób zakaźnych i epidemii działa Powiatowa Stacja Sanitarno-Epidemiologiczna. W Kłodzku znajduje się także szpital powiatowy, posiadający filię w Lądku-Zdroju. Głównym ośrodkiem medycznym jest Specjalistyczne Centrum Medyczne w Polanicy-Zdroju, położone na obrzeżach miasta. W jego skład wchodzą oddziały: Chemioterapii Dziennej, Szpitalny Oddział Ratunkowy, Chorób Wewnętrznych, Stacji Dializ, Intensywnej Terapii, Rehabilitacji, Otolaryngologiczny, Okulistyczny, Neonatologiczny, Neurologiczny, Położniczo-Ginekologiczny, Chirurgii Ogólnej i Naczyniowej, Chirurgii Urazowo-Ortopedycznej i Chirurgii Plastycznej. Działają także szpitale uzdrowiskowe w Polanicy-Zdroju, Dusznikach-Zdroju, Długopolu-Zdroju i Kudowie-Zdroju. W Stroniu Śląskim mieści się Wojewódzki Szpital dla Nerwowo i Psychicznie Chorych.

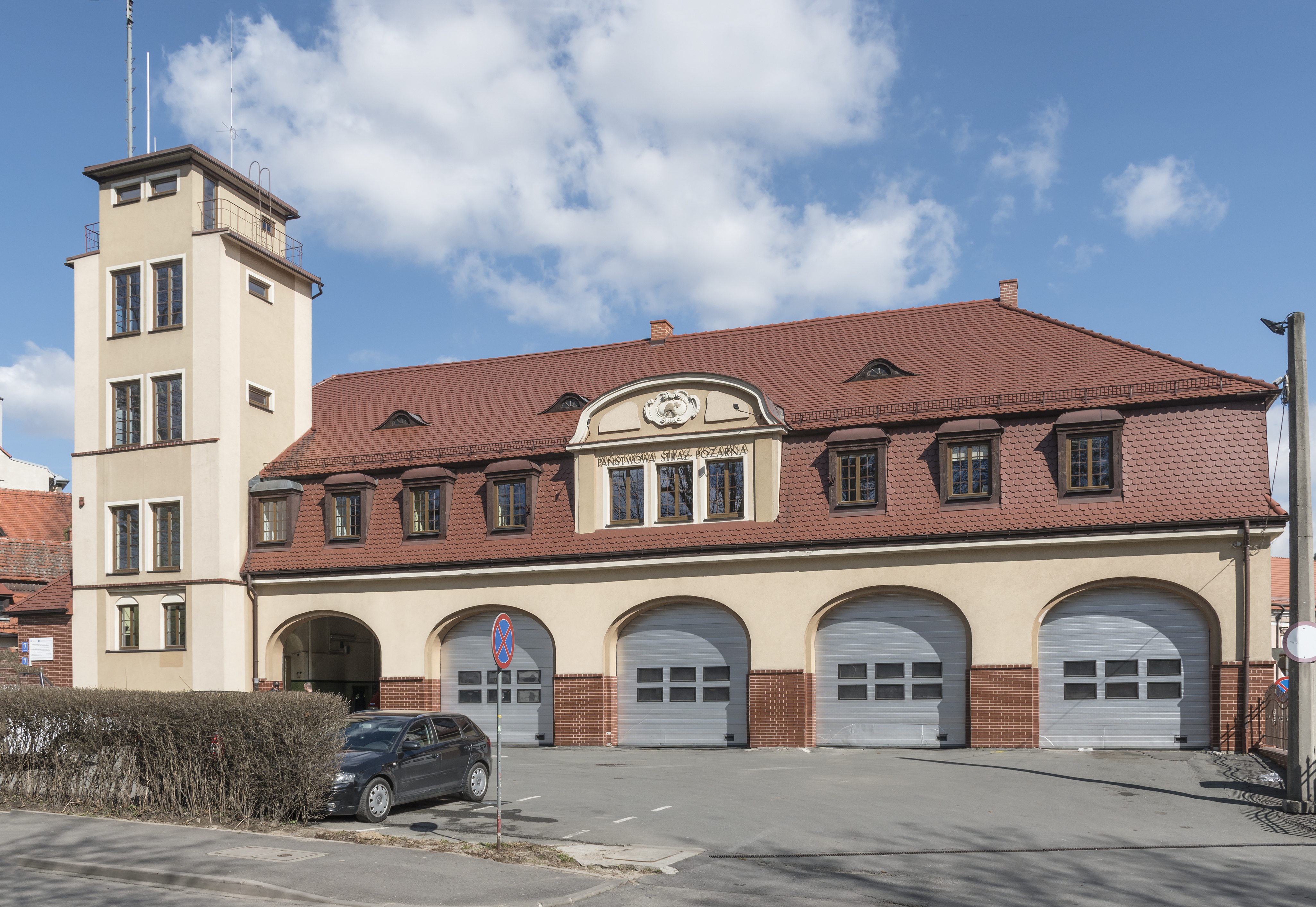
Komenda Powiatowej Straży Pożarnej w Kłodzku

W stolicy powiatu swoją siedzibę ma Komenda Powiatowa Państwowej Straży Pożarnej w Kłodzku, której podlegają 3 jednostki ratowniczo-gaśnicze – w Kłodzku, Nowej Rudzie i Bystrzycy Kłodzkiej. Koordynują one działania działających w każdej gminie jednostkami Ochotniczej Straży Pożarnej, których liczba obecnie wynosi 64 jednostki. Akcje ratunkowe w górach kierowane są przez Grupę Sudecką GOPR.
Powiat kłodzki ze względu na swoje strategiczne położenie ma długą tradycję wojskową. Po zakończeniu II wojny światowej w jego stolicy stacjonowały dwie jednostki wojskowe: Sudecka Brygada Wojsk Ochrony Pogranicza i pułk pancerny. W 1992 r. zostały one zastąpione odpowiednio przez straż graniczną i 22 Brygadę Piechoty Górskiej Obrony Terytorialnej, przekształconą następnie w 2008 r. w 22 Batalion Piechoty Górskiej. Jej koszary zajmują spore tereny we wschodniej części Kłodzka.
W Kłodzku miał swoją siedzibę Sudecki Oddział Straży Granicznej oraz wojskowa komenda uzupełnień.

## Turystyka i sport

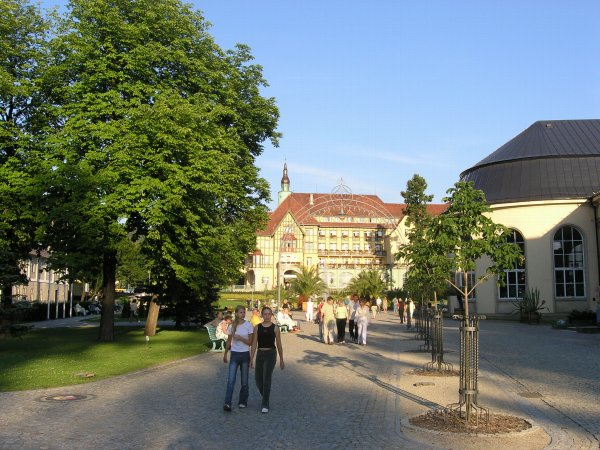
Fragment uzdrowiska w Kudowie-Zdroju

Powiat kłodzki cieszy się ogromnym zainteresowaniem turystów ze względu na swoje liczne atrakcje przyrodnicze w postaci górskiego ukształtowania terenu. Ponadto niewątpliwie do atrakcji turystycznych należą znajdujące się tutaj muzea i skanseny, obiekty zabytkowe takie jak: zamki, pałace, ruiny zamków, zabytki techniki, zabytki militarne, kościoły, kaplice. Dużą popularnością szczególnie wśród gości z zagranicy cieszą się miejscowe uzdrowiska. Ziemia kłodzka jest także ośrodkiem sportów zimowych. Jest też wiele szlaków turystycznych: pieszych i rowerowych.
Władze powiatu kłodzkiego udzielają wsparcia finansowego i rzeczowego imprezom oraz związkom i stowarzyszeniom sportowym odbywającym się na terenie ziemi kłodzkiej. Ich beneficjentami są m.in. Powiatowy Szkolny Związek Sportowy oraz Ludowe Zespoły Sportowe

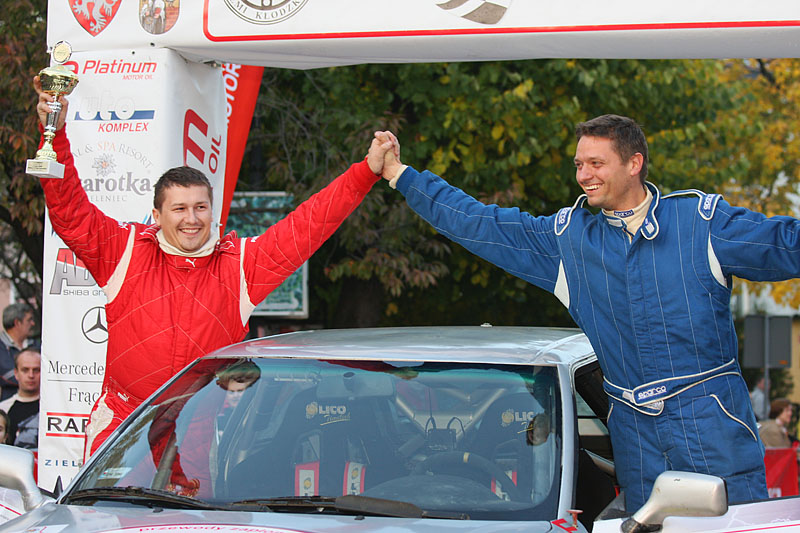
Meta Rajdu Dolnośląskiego w Kłodzku w 2008 roku

Do ważniejszych imprez sportowych odbywających się na terenie ziemi kłodzkiej należą:
- Mistrzostwa Polski w Biegach Górskich – Międzygórze
- Maraton Szosowy Klasyk Kłodzki – Zieleniec
- Memoriał im. Artura Filipiaka w maratonie MTB – Duszniki-Zdrój
- Górskie Samochodowe Mistrzostwa Polski – Sienna
- Międzynarodowy Festiwal Szachowy im. Akiby Rubinsteina – Polanica-Zdrój
- Puchar Polski seniorów i juniorów w łucznictwie – Ścinawka Średnia
- Otwarte Mistrzostwa Powiatu Kłodzkiego w ulicznej piłce koszykowej – Kłodzko
- Rajd Dolnośląski, będący jednym z etapów rajdowych samochodowych mistrzostw Polski – cały powiat

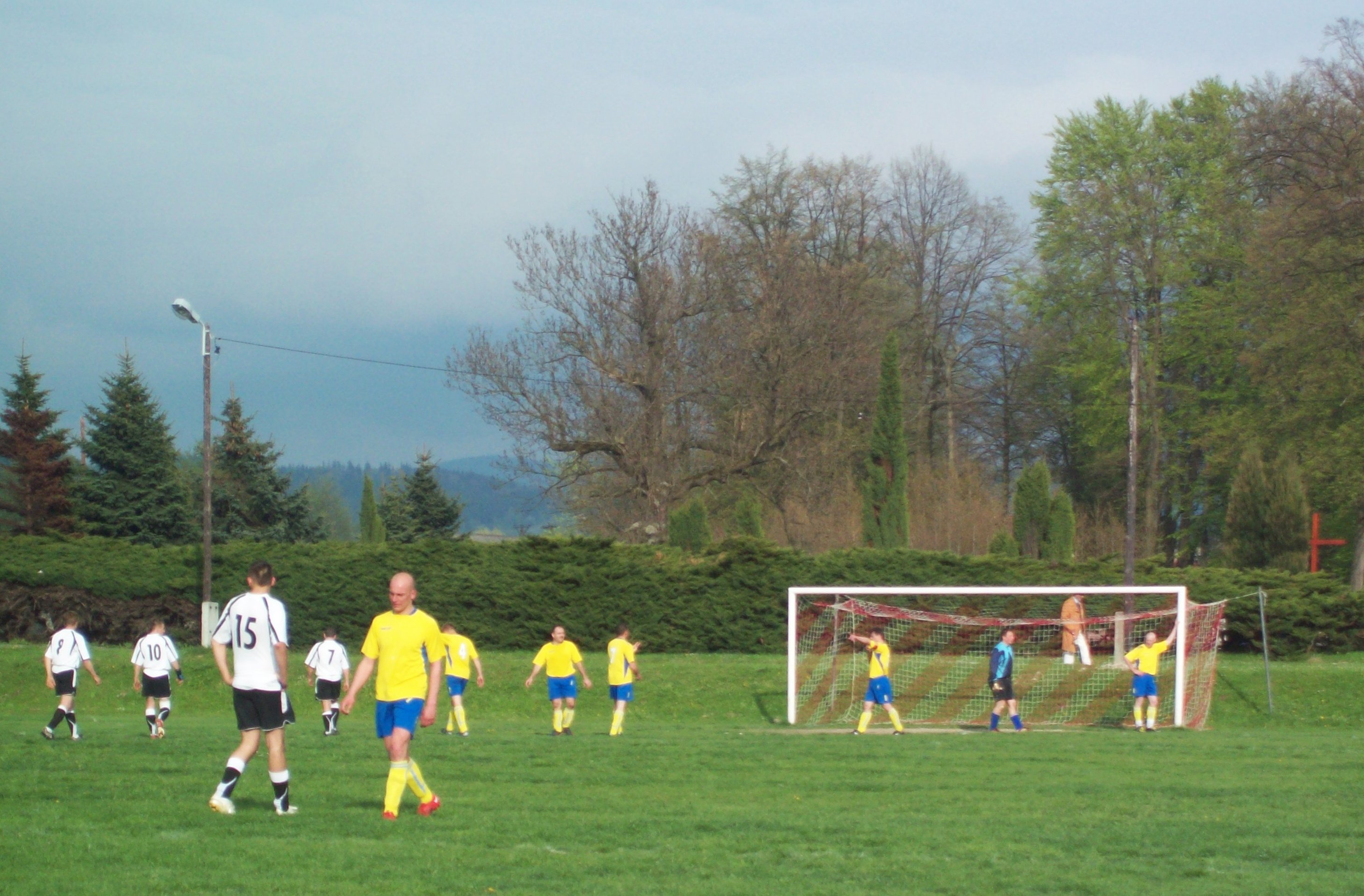
LZS „Zamek” Trzebieszowice – jedna z lokalnych drużyn grająca w klasie A

W powiecie jest obecnie 60 klubów sportowych, które posiadają własne obiekty sportowe, lecz ich liczba w poszczególnych gminach powiatu kłodzkiego jest bardzo zróżnicowana. Większość obiektów zlokalizowana jest wokół szkół, są to głównie sale gimnastyczne, boiska do koszykówki, siatkówki i piłki nożnej. Na terenie powiatu znajdują się stadiony czterech klubów piłkarskich: IV-ligowych Piasta Nowa Ruda, Nysy Kłodzko, Polonii Bystrzyca i Zjednoczonych Ścinawka Średnia.

## Promocja
Niezwykle ważną w rozwoju powiatu kłodzkiego odgrywa jego promocja prowadzona zarówno w kraju, jak i za granicą. Cesarzowa Maria Teresa uznawała ziemię kłodzką za najpiękniejszy klejnot w swojej koronie, cenniejszy od Niderlandów. Powiat kłodzki jest niewątpliwie jednym z najatrakcyjniejszych turystycznie i krajobrazowo regionów w Polsce, w związku z tym od początków istnienia powiatu prowadzi się na szeroką skalę kampanię promocyjną. Służyć temu mają wydawane co roku foldery promocyjne, współpraca z gminami wchodzącymi w skład powiatu oraz przyjęcie hasła promocyjnego: Ziemia Kłodzka – Turystyczne Hrabstwo Sudetów.
Istotną rolę w tych działaniach odgrywa podjęta w 2000 roku idea wskrzeszenia hrabstwa kłodzkiego, które jest inspiracją dla wielu cennych inicjatyw, w ramach których odbywają się m.in. liczne imprezy i wydarzenia kulturalne. Hrabstwo jest też doskonałą platformą integracji osób i społeczności działających na rzecz rozwoju ziemi kłodzkiej.

### Regiony partnerskie
Powiat kłodzki na przestrzeni lat podjął współpracę z następującymi regionami:
| Region                                              | Państwo | Data podpisania umowy |
| --------------------------------------------------- | ------- | --------------------- |
| Powiat Groß-Gerau                                   | Niemcy  | 7 kwietnia 2000       |
| Prowincja Foggia                                    | Włochy  | 10 listopada 2000     |
| Stowarzyszenie Gmin Orlicko (Sdružení obcí Orlicko) | Czechy  | 9 maja 2001           |
| Powiat giżycki                                      | Polska  | 4 czerwca 2001        |
| Powiat sławieński                                   | Polska  | 23 września 2003      |